# 1980er
Portal Geschichte | Portal Biografien | Aktuelle Ereignisse | Jahreskalender | Tagesartikel

◄ |
19. Jh. |
20. Jahrhundert
| 21. Jh.

◄ |
1950er |
1960er |
1970er |
1980er
| 1990er | 2000er | 2010er | ►

1980 |
1981 |
1982 |
1983 |
1984 |
1985 |
1986 |
1987 |
1988 |
1989
Die 1980er-Jahre umfassen die Jahre von 1980 bis 1989. Sie waren geprägt von neoliberalen Reformen (Reaganomics, Thatcherismus) im Westen, dem Höhepunkt der Umweltbewegungen sowie einer schrittweisen Öffnung der politischen Verhältnisse im Ostblock ab 1985, die schließlich im Mauerfall im November 1989 gipfelte.
Die Compact Disc wurde eingeführt. Die ersten Heimcomputer wurden für die mittelständische Bevölkerung erschwinglich und legten so den Grundstein für die spätere Digitalisierung.
Subkulturen wie der Punk erreichten ihren Höhepunkt und neue Musikrichtungen sowie die Elektronische Musik wurden populär. Für Fernsehen und Kino wurde zunehmend actionlastige Unterhaltung produziert.

## Ereignisse
Europa

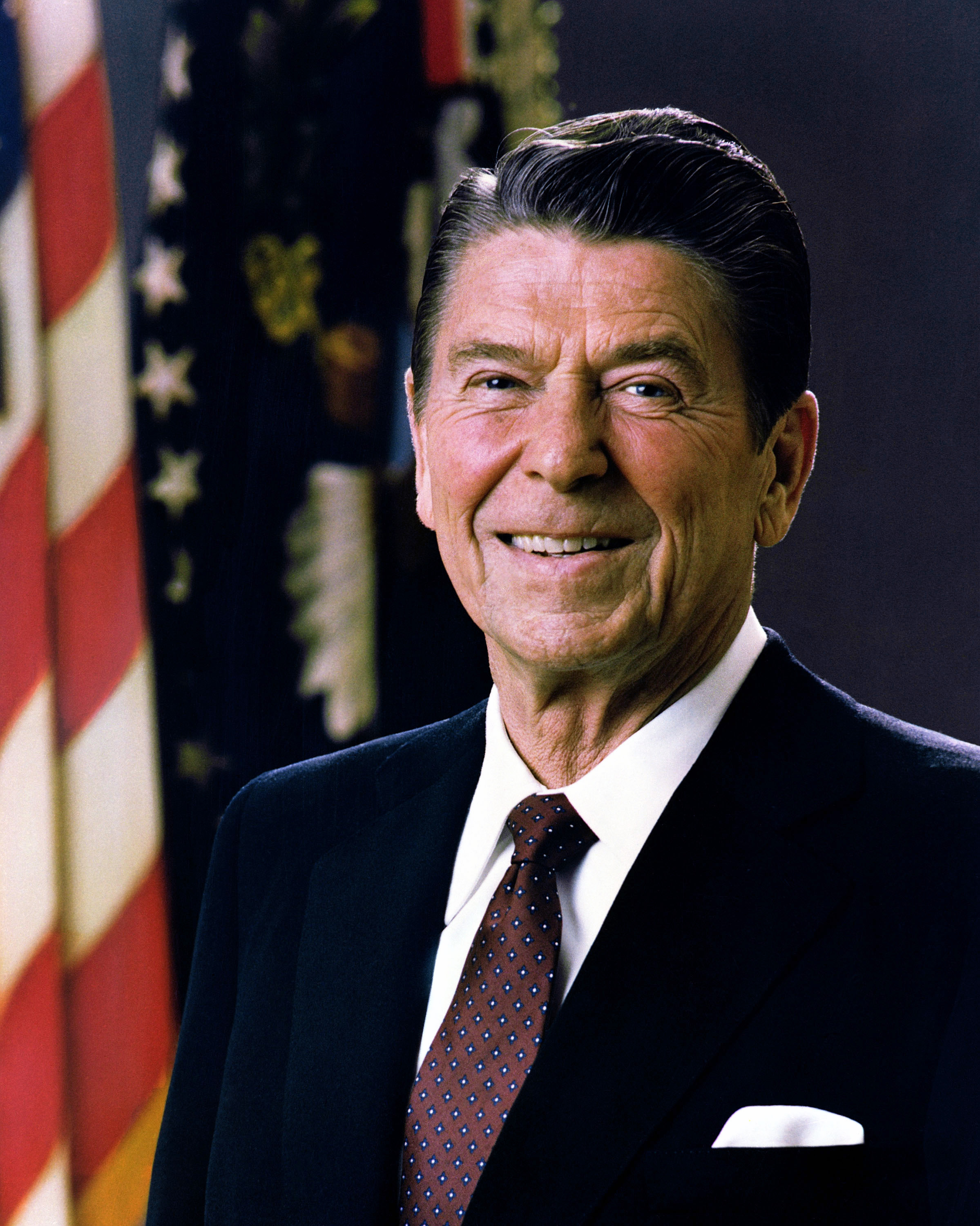
US-Präsident Ronald Reagan, 1983

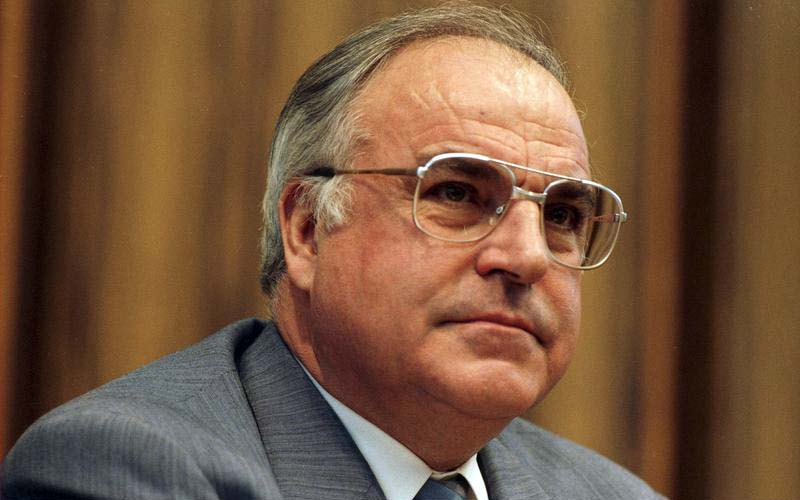
Helmut Kohl als Bundeskanzler, 1987

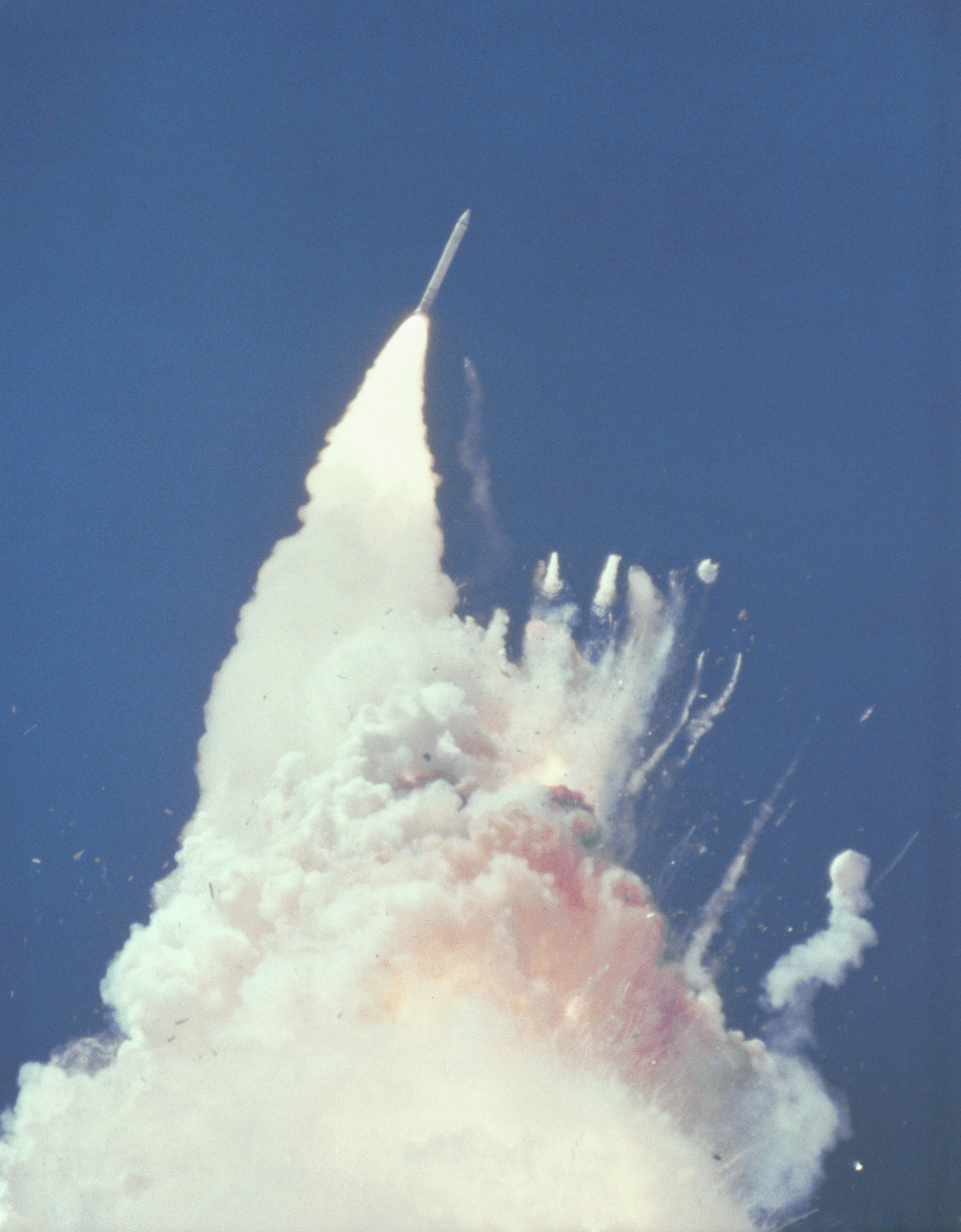
Explosion der Raumfähre Challenger, 1986

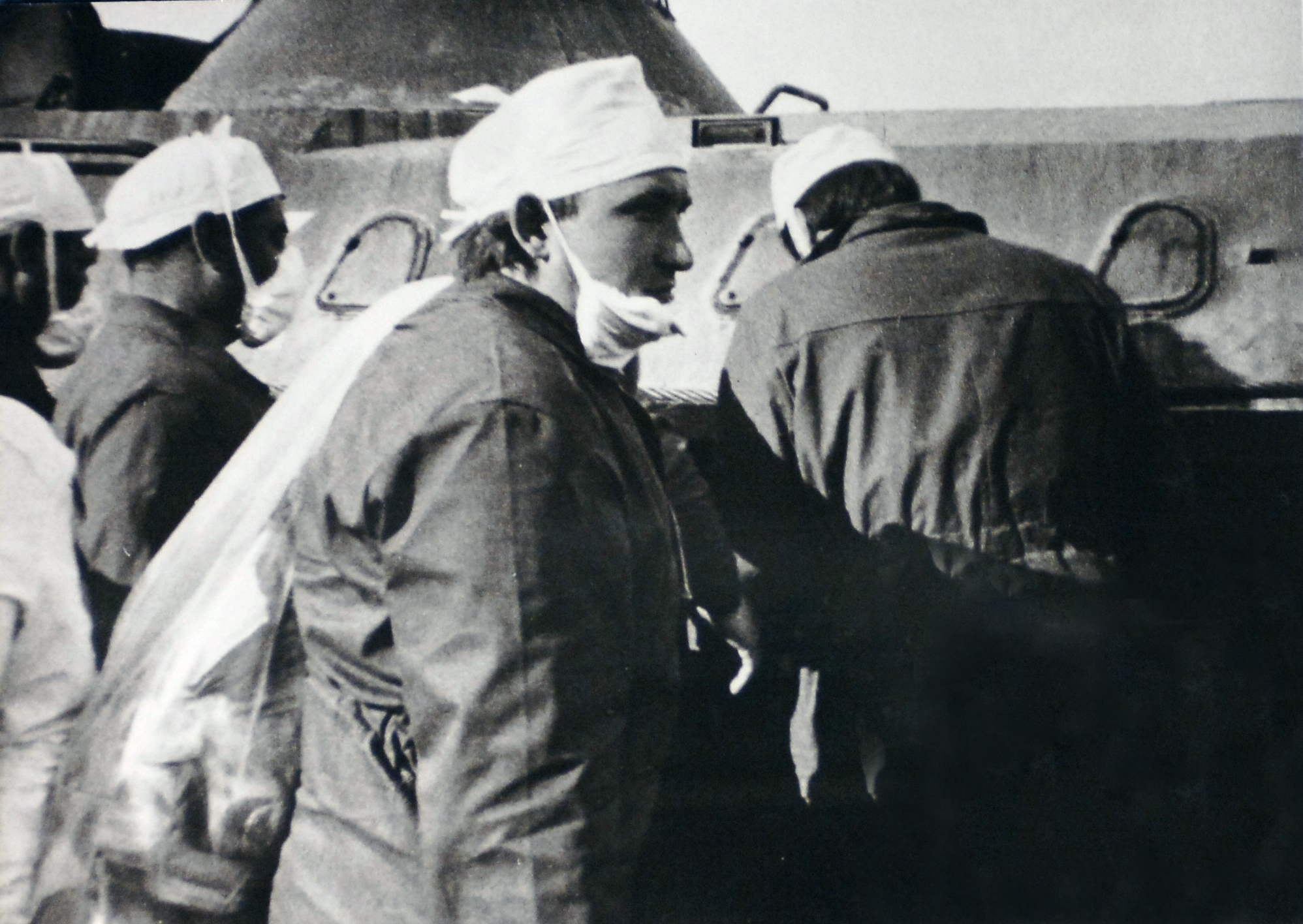
Sowjetische Soldaten auf dem Weg zur „Todeszone“ in und um das Kernkraftwerk Tschernobyl, 1986

- 1980: Im Rahmen der Umweltbewegung werden überall in Europa grüne Parteien gegründet, so Die Grünen in Deutschland. In der Schweiz und in Österreich formieren sich 1982 und 1983 vergleichbare Parteien.
- 1980: Die erste unabhängige polnische Gewerkschaft Solidarność wird in Danzig gegründet.
- 1980: Großmanöver Waffenbrüderschaft 80 der Staaten des Warschauer Vertrages in der DDR
- 1980: Oktoberfestattentat
- 1980: Der langjährige jugoslawische Staatspräsident Josip Broz Tito stirbt, kurz darauf gerät Jugoslawien in eine schwere wirtschaftliche Krise.
- 1982, 1. Oktober: Helmut Kohl wird deutscher Bundeskanzler.
- 1983: Gefälschte Hitler-Tagebücher
- 1983, 6. März: Vorgezogene Bundestagswahl in Deutschland. Mit 5,6 Prozent der Stimmen und 27 Abgeordneten ziehen Die Grünen in den Deutschen Bundestag ein.
- 1983: Erste Chaostage in Deutschland
- 1984: Der Motorradhersteller Zündapp meldet Insolvenz an.
- 1985: Rede von Richard von Weizsäcker zum 40-jährigen Ende des Zweiten Weltkriegs
- 1986, 26. April: Reaktorkatastrophe von Tschernobyl
- 1986: Großdemonstration gegen Raketenstationierung im Hunsrück (Raketenbasis Pydna)
- 1986: Waldheim-Affäre in Österreich
- 1986: 1. November: Großbrand beim Chemiekonzern Sandoz in Schweizerhalle bei Basel, Löschwasser verseucht den Rhein und führt zu einem großen Fischsterben.
- 1987: Volkszählung in Deutschland
- 1987: Barschel-Affäre
- 1988: Bundestagspräsident Philipp Jenninger hält eine missverständliche Rede zur Judenverfolgung und muss zurücktreten.
- 1988: Geiselnahme von Gladbeck
- 1988: Flugtagunglück von Ramstein
- 1988: Beim Lockerbie-Anschlag kommen 270 Menschen ums Leben.
- 1989: Ungarn öffnet den Eisernen Vorhang – Demontage der Grenzanlagen ab Mai, verstärkte Medienberichte ab Juni, danach beginnt die Flucht tausender DDR-Bürger in den Westen.
- 1989: 9. November: Fall der Berliner Mauer

Weltweit
- 1980: Der Einmarsch sowjetischer Truppen in Afghanistan beginnt am 25. Dezember 1979 und löst den Protest vieler westlicher und islamischer Staaten aus.
- 1980, 18. Mai: Der Vulkan Mount St. Helens im US-Bundesstaat Washington bricht aus.
- 1980: Der Erste Golfkrieg zwischen dem Iran und dem Irak beginnt (Dauer bis 1988).
- 1980: Ronald Reagan wird zum US-Präsidenten gewählt und tritt 1981 dieses Amt an.
- 1981, 12. April: Erstflug der Raumfähre Raumfähre Columbia, Missions-Nummer STS-1, damit Start des Shuttle-Programms der NASA
- 1981, 13. Mai: Attentat auf Papst Johannes Paul II.
- 1981: AIDS wird als eigenständige Krankheit erkannt.[1]
- 1982: Ab 2. Februar: Massaker von Hama
- 1982: Die Internationale Union gegen Tuberkulose und Lungenkrankheiten erklärt den 24. März zum Welttuberkulosetag.
- 1982, 2. April – 20. Juni: Falklandkrieg
- 1983: Durchsetzung des NATO-Doppelbeschlusses
- 1983: Bürgerkrieg in Sri Lanka
- 1983: NATO-Manöver in Nordhessen mit 65.000 Soldaten
- 1984: Die Hungerkatastrophe in Äthiopien bewirkt eine Welle der Hilfsbereitschaft.
- 1985: Michail Gorbatschow wird Generalsekretär der KPdSU. In den folgenden Jahren werden unter seiner Ägide in der Sowjetunion Wandlungsprozesse eingeleitet, die unter den Schlagwörtern Perestroika (1987) und Glasnost (1986) bekannt werden.
- 1986: Die USA verhängen gegen Libyen nach einer Attentatsserie, aber noch vor dem Anschlag auf die West-Berliner Diskothek La Belle, ein Wirtschaftsembargo und fliegen Luftangriffe auf Tripolis und Bengasi.
- 1986: Der NASA-Weltraumflug STS-51-L endet nach 73 Sekunden in einer Katastrophe und geht als Challengerunglück in die Geschichte ein (siehe Challenger-Katastrophe).

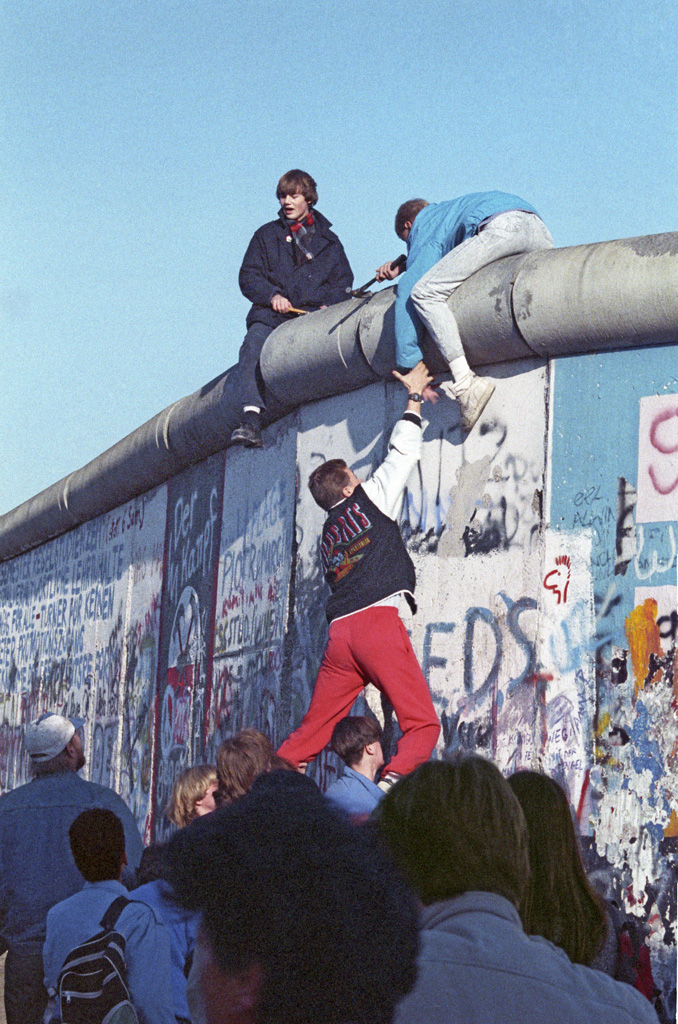
Maueröffnung, 1989

- 1986: Aufdeckung der Iran-Contra-Affäre in den USA
- 1989: George H. W. Bush wird Präsident der USA.
- 1989, 3./4. Juni: In China werden monatelange Studentenproteste durch das Massaker auf dem Platz des himmlischen Friedens gewaltsam beendet.

## Kulturgeschichte
- Reaganomics und Thatcherismus waren Schlagworte für politische und ökonomische Entwicklungen.
- New Romantic
- Nintendo-Generation
- Null-Bock-Generation
- Popper (Jugendkultur)
- Punker (Jugendkultur)
- Yuppies als Kulturphänomen

### Technik

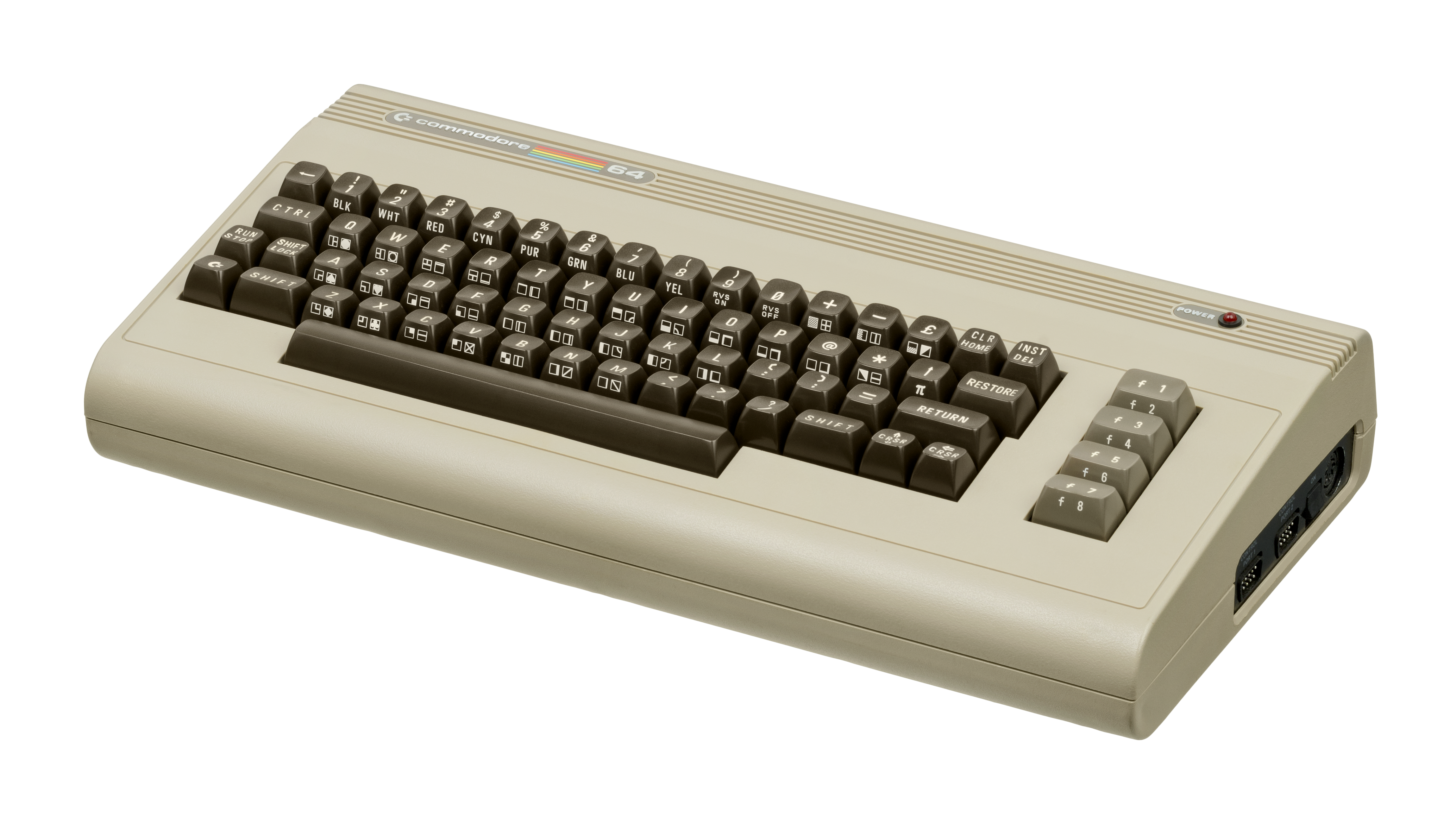
Heimcomputer C64 von 1983

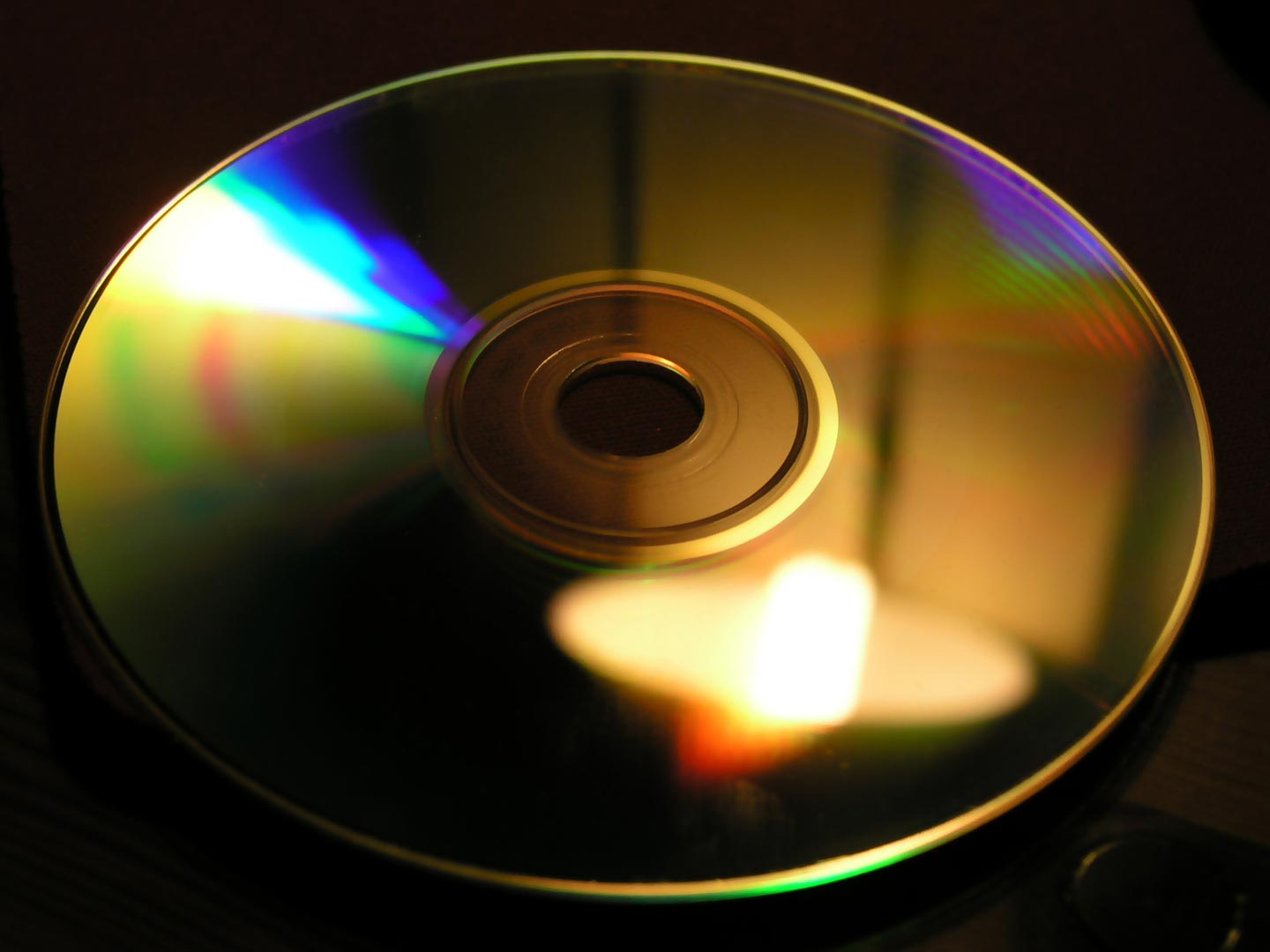
Compact Disc von 1984

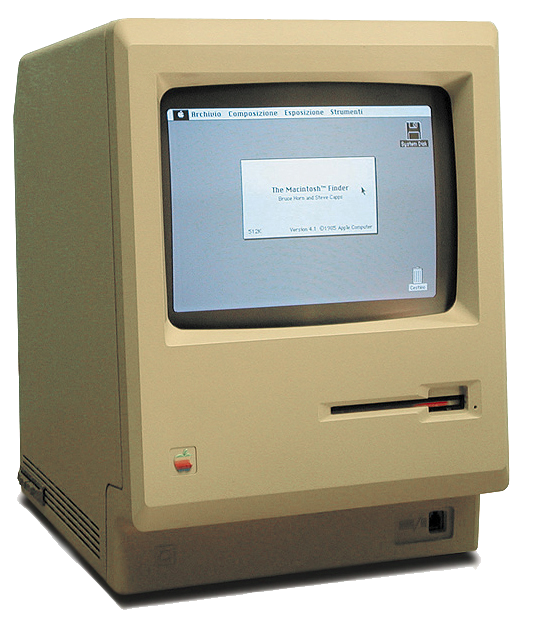
Apple Macintosh von 1984

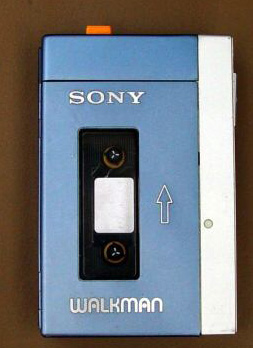
Walkman von 1979

- Der Start des ersten Space Shuttle (STS-1) 1981 der USA versprach neue Forschungs- und Transportmöglichkeiten im All und markierte den ersten Flug eines wiederverwendbaren Raumfahrzeugs. 1986 erlebte das Programm mit der Challenger-Katastrophe einen schweren Rückschlag, von dem es sich erst ab Ende 1988 wieder erholte. Buran, das Konkurrenzmodell der Sowjetunion, kam nicht über einen Flug hinaus.
- Der Übergang vom Industriezeitalter zum Informationszeitalter wird angesichts der fortschreitenden Computertechnologie häufig auf das Ende der 1970er oder die frühen 1980er Jahre datiert. So wurde 1981 der IBM Personal Computer (Personal Computer) vorgestellt. Auch die Verbreitung der Heimcomputer trug zur Popularisierung der Informationstechnologie bei, z. B. erschien 1982 der Commodore 64 (kurz C64), 1984 der Apple Macintosh.
- Computerspiele und Spielkonsolen fanden zunehmenden Absatz. Eine der ersten gängigen Konsolen war der Atari 2600 (seit 1980 in Europa erhältlich). Gegen Ende der 1980er wurden Handheld-Konsolen wie der Game Boy eingeführt, die sich aber erst in den 1990ern verbreiteten. Als Vorläufer davon waren LCD-Spiele populär.
- Auch in das Alltagsleben hielten neue Technologien Einzug, dazu zählten etwa der Anrufbeantworter und der Mikrowellenherd. Seit dem Ende der 1970er erfuhr auch der Videorekorder eine stark zunehmende Verbreitung, da sich das VHS-Format in den achtziger Jahren mehr und mehr durchsetzte und die Geräte bis zum Ende des Jahrzehnts für breite Schichten erschwinglich machte. Laserdisc und Bildplatte waren zwar Alternativen, konnten die Videokassette aber nicht verdrängen.
- In der Automobilwelt kommen neue Technologien zum Einsatz: Computerberechnete Karosserien erlauben eine bessere Aerodynamik, um den Kraftstoffverbrauch zu senken. ABS und Airbag werden erstmals in großen Stückzahlen verbaut. Mit der Diskussion um Umweltverschmutzung (saurer Regen) werden Katalysatoren obligatorisch.
- Walkman und Radiorekorder (umgangssprachlich auch „Ghettoblaster“) wurden zu Bestandteilen der Jugendkultur in den westlichen und fernöstlichen Ländern.
- 1980 wurde der heute bekannte Compact-Disc-Standard festgelegt, 1982 ging der erste CD-Spieler in Serie. Bis zum Ende der Dekade setzte sich die Technologie durch und verdrängte zunehmend, jedoch nicht endgültig, die Schallplatte.
- Die Kommunikation wurde durch Autotelefone, Videotex und Telefax erleichtert. Während Videotex in Frankreich  als Minitel weite Verbreitung fand, blieb die entsprechende Technik (BTX) in den deutschsprachigen Ländern eine Nische. Autotelefone (C-Netz/Natel C) fanden noch nicht die Massenverbreitung wie in den 2000er Jahren. Auch das von der Deutschen Bundespost angebotene Teletex, eine Weiterentwicklung des Telex, wurde nicht zum Massenstandard.
- Tageslichtprojektoren und Kopierer hielten in Büros, Schulen und Universitäten Einzug.
- In der Welt der Fahrgeschäfte gab es in den 1980ern große technische Weiterentwicklungen, wie z. B. die Fahrgeschäftstypen Breakdance, Ranger, Flipper, Rainbow, fliegender Teppich und Condor.

### Medien allgemein
- Vor allem in den überregionalen Printmedien Deutschlands wurde 1986 und 1987 der sogenannte Historikerstreit ausgetragen, an dem u. a. Jürgen Habermas und Ernst Nolte beteiligt waren.
- Gloria von Thurn und Taxis machte mit exzentrischen Medienauftritten (z. B. in Wetten, dass…?), gewagten Kostümen und schrillen Frisuren des Münchner Figaro Gerhard Meir in der Boulevardpresse auf sich aufmerksam. Auch die „singende Prinzessin“ Stéphanie von Monaco war häufig in den Schlagzeilen.

### Fernsehen

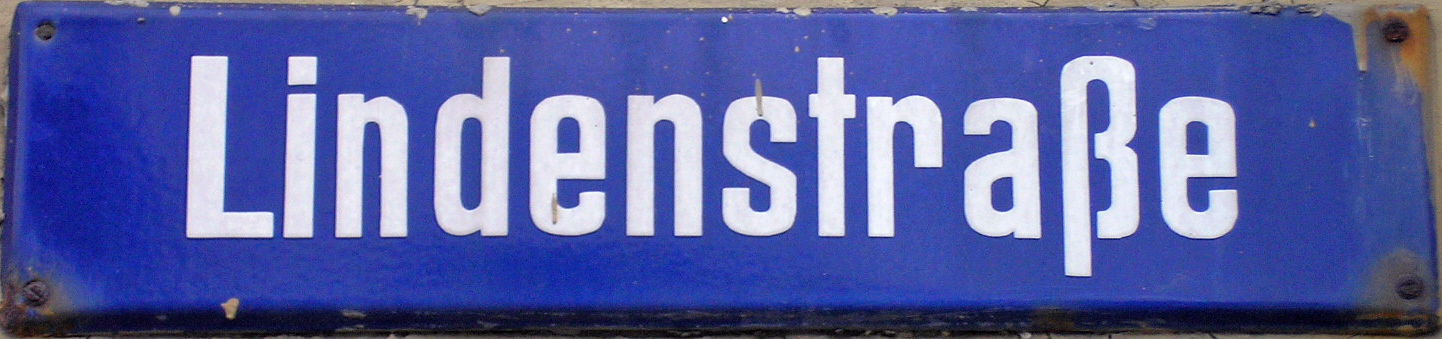
Die Lindenstraße lief ab dem 8. Dezember 1985 im Ersten

Symbol von Teletext

- Das Privatfernsehen kam in Deutschland, das Lokalfernsehen in der Schweiz auf: Am 1. Januar 1984 startete in Deutschland die PKS (Programmgesellschaft für Kabel- und Satellitenrundfunk), aus der ein Jahr später Sat.1 hervorging. Ab 2. Januar 1984 sendete RTL Television, damals noch als RTL plus. Am 11. Januar 1988 startete Tele 5 und am 1. Januar 1989 ProSieben. In der Schweiz ging der erste Sender TELE Wil auf Sendung, ihr folgten viele weitere.
- Daily Gameshows wie Ruck Zuck, das Glücksrad oder Der Preis ist heiß bildeten ein neues Format im deutschen Privatfernsehen.
- Der Musiksender MTV, seit 1981 in den USA auf Sendung, war ab 1987 auch in Europa zu sehen. Bekannte Gesichter waren Kristiane Backer und Ray Cokes.
- In der Krimireihe Tatort hielt 1981 mit Horst Schimanski alias Götz George eine Figur Einzug, die in den 1980er Jahren populär wurde, aber auch umstritten war.
- Teletext, auch als Videotext bekannt, wird eingeführt.

#### Einzelbeiträge
| - Hallo Spencer - Löwenzahn - Dingsda - Wetten, dass..? - Rate mal mit Rosenthal - Der Preis ist heiß - Formel Eins - Familienbande - Tod eines Schülers - Monaco Franze – Der ewige Stenz - Kir Royal | - Die Dornenvögel - Fackeln im Sturm - Verstehen Sie Spaß? - Sketchup - Lindenstraße - Matt Houston - Spenser - Nachtstreife - Die Schwarzwaldklinik - Das Traumschiff | - Ich heirate eine Familie - Diese Drombuschs - Das Erbe der Guldenburgs - Alf - Die Bill Cosby Show - Das A-Team - Ein Colt für alle Fälle - Hart aber herzlich - Trio mit vier Fäusten - Dallas | - Der Denver-Clan - MacGyver - Magnum - Max Headroom - Miami Vice - Knight Rider - Remington Steele - Spitting Image - Agentin mit Herz - Hardcastle & McCormick |

### Film
- Der Holocaust-Dokumentationsfilm Shoah zeigt die Geschehnisse in einer besonders eindringlichen Form. Allerdings polarisiert er auch die Öffentlichkeit, vor allem in Polen.
- Le chagrin et la pitié oder Das Haus nebenan - Chronik einer französischen Stadt im Kriege wird, obwohl 1969 vollendet, ausgestrahlt. Charles de Gaulles untersagte jahrelang die Ausstrahlung mit der Argumentation, Frankreich brauche keine Wahrheit, sondern Hoffnung.[2]

#### Filmreihen
- Berlin Alexanderplatz
- Eis am Stiel
- Nightmare on Elm Street
- Freitag der 13.
- Hellraiser – Das Tor zur Hölle
- Star Trek
- Dekalog
- Heimat – Eine deutsche Chronik

#### Mehrteilige Produktionen

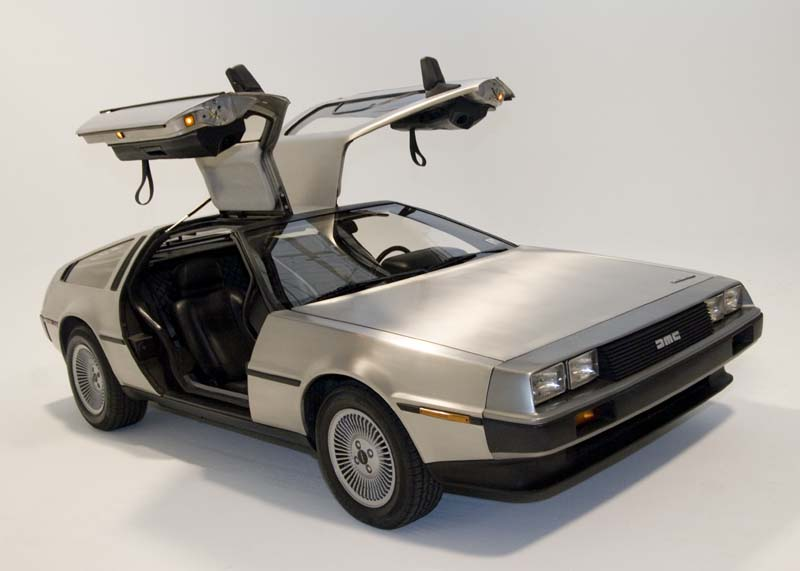
Der DeLorean DMC-12, das Filmauto aus Zurück in die Zukunft

- La Boum 1 & 2
- Rambo-Trilogie
- Indiana-Jones-Trilogie
- Zurück in die Zukunft 1 & 2
- Star Wars Episode V & VI
- Die unendliche Geschichte 1
- Poltergeist Trilogie
- Karate Kid-Trilogie

#### Einzelbeiträge
| - E.T. – Der Außerirdische - Ghostbusters – Die Geisterjäger - Rocky III – Das Auge des Tigers - Top Gun – Sie fürchten weder Tod noch Teufel - Scarface - Highlander - Aliens – Die Rückkehr - Terminator - Blade Runner - Akira - Footloose | - Tron - Dirty Dancing - Fame - Flashdance - Tanz der Teufel - Gremlins - Angel Heart - Blues Brothers - Ferris macht blau - Flodder – Eine Familie zum Knutschen - Chucky – Die Mörderpuppe | - Top Secret! - Tootsie - Hairspray - Die Kadetten von Bunker Hill - Projekt Brainstorm - Excalibur - Time Bandits - Der Sinn des Lebens - Hannah und ihre Schwestern - Blue Velvet - Stirb langsam | - Melvin und Howard - Die unerträgliche Leichtigkeit des Seins - Atlantic City, USA - Auf Wiedersehen, Kinder - Diva - Fanny und Alexander - Der Bienenzüchter - The Day After – Der Tag danach - The Wall - Beat Street - Muttertag |

Einzelbeiträge deutschsprachiger Raum
- Das Boot
- Otto – Der Film
- Der Himmel über Berlin
- Gib Gas – Ich will Spaß
- Die Supernasen
- Didi – Der Doppelgänger
- Johnny Flash
- Die Sehnsucht der Veronika Voss
- Solo Sunny
- Weiße Wolke Carolin
- Fariaho

#### Oscar-Gewinner (Bester Film)
- 1980: Kramer gegen Kramer
- 1981: Eine ganz normale Familie
- 1982: Die Stunde des Siegers
- 1983: Gandhi
- 1984: Zeit der Zärtlichkeit
- 1985: Amadeus
- 1986: Jenseits von Afrika
- 1987: Platoon
- 1988: Der letzte Kaiser
- 1989: Rain Man

#### Goldene Palme bei den Filmfestspielen von Cannes
- 1980: Hinter dem Rampenlicht und Kagemusha – Der Schatten des Kriegers
- 1981: Der Mann aus Eisen
- 1982: Vermißt und Yol – Der Weg
- 1983: Die Ballade von Narayama
- 1984: Paris, Texas
- 1985: Papa ist auf Dienstreise
- 1986: Mission
- 1987: Die Sonne Satans
- 1988: Pelle, der Eroberer
- 1989: Sex, Lügen und Video

### Musik
- New Wave
- Neue Deutsche Welle
- Heavy Metal
- Hip-Hop
- House
- Sophisti-Pop

#### Musikstars der 1980er

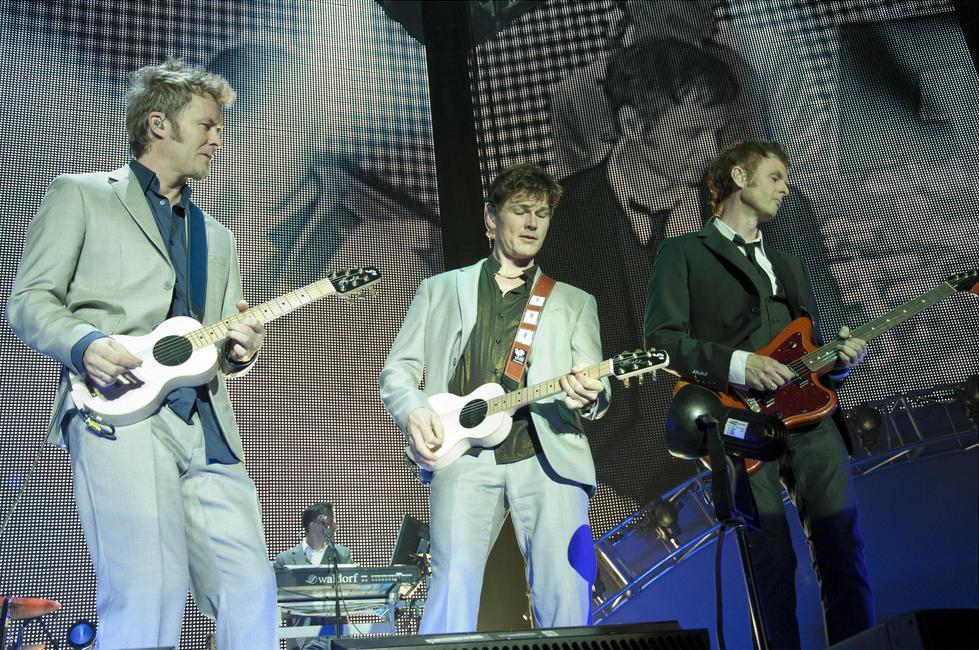
a-ha
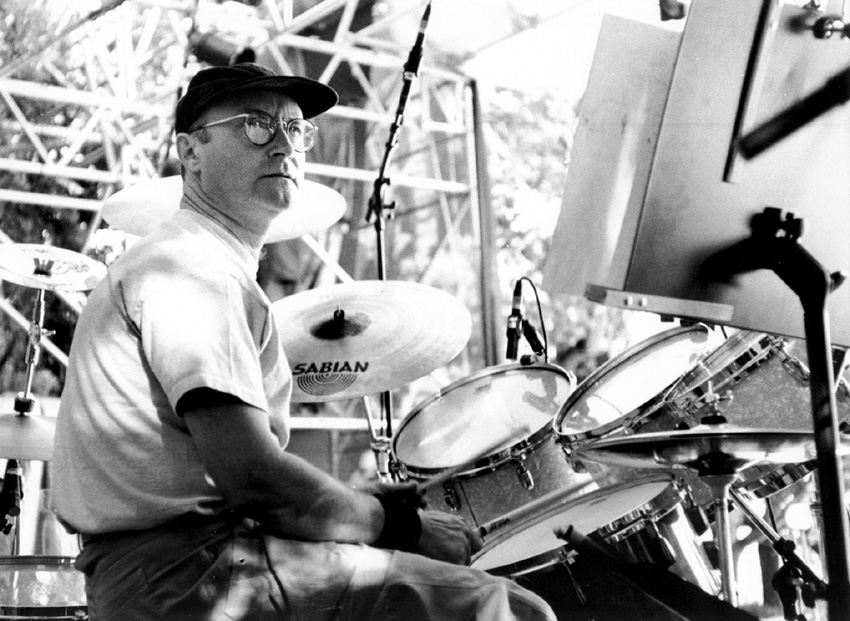
Phil Collins
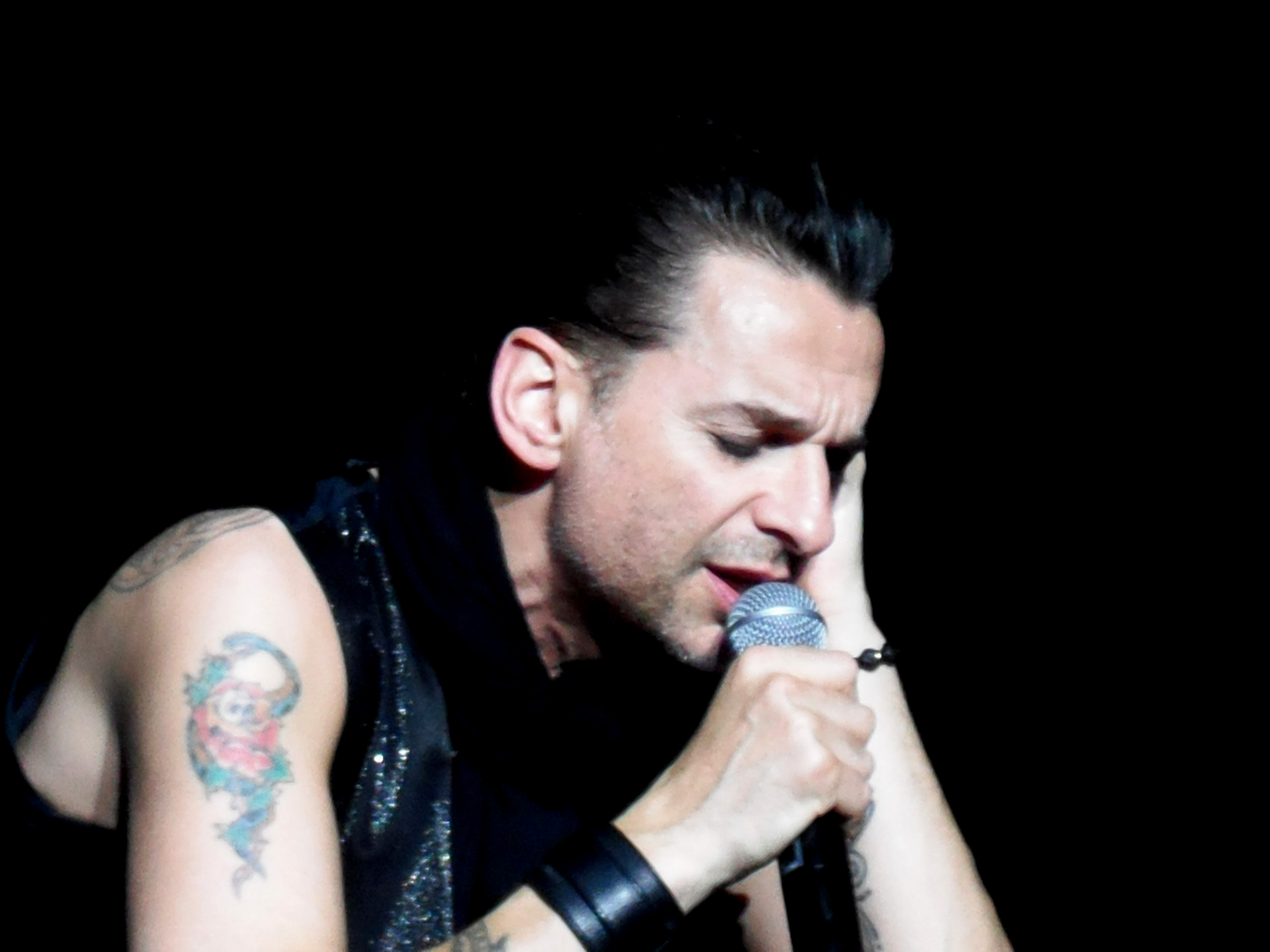
Depeche Mode
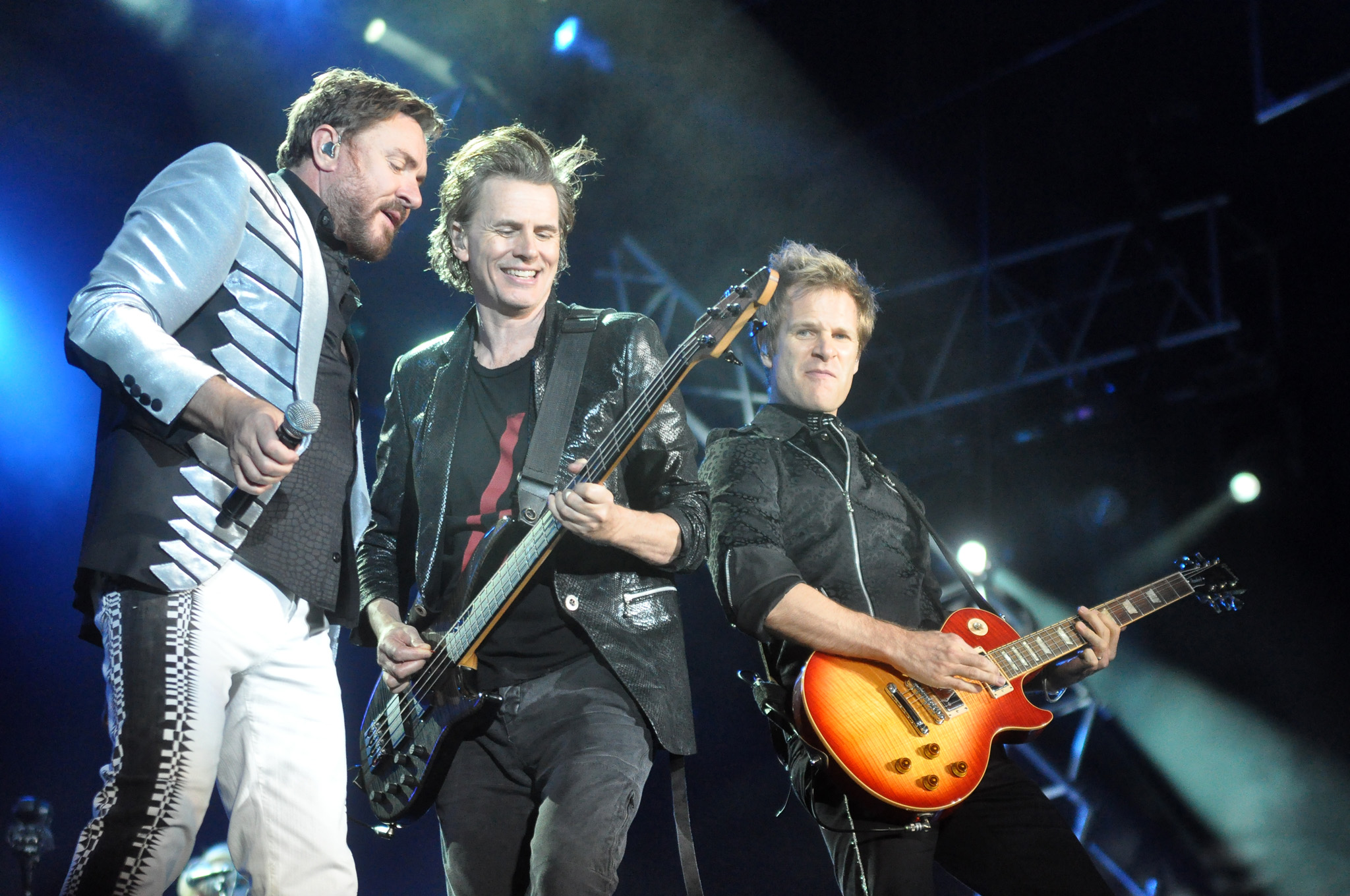
Duran Duran
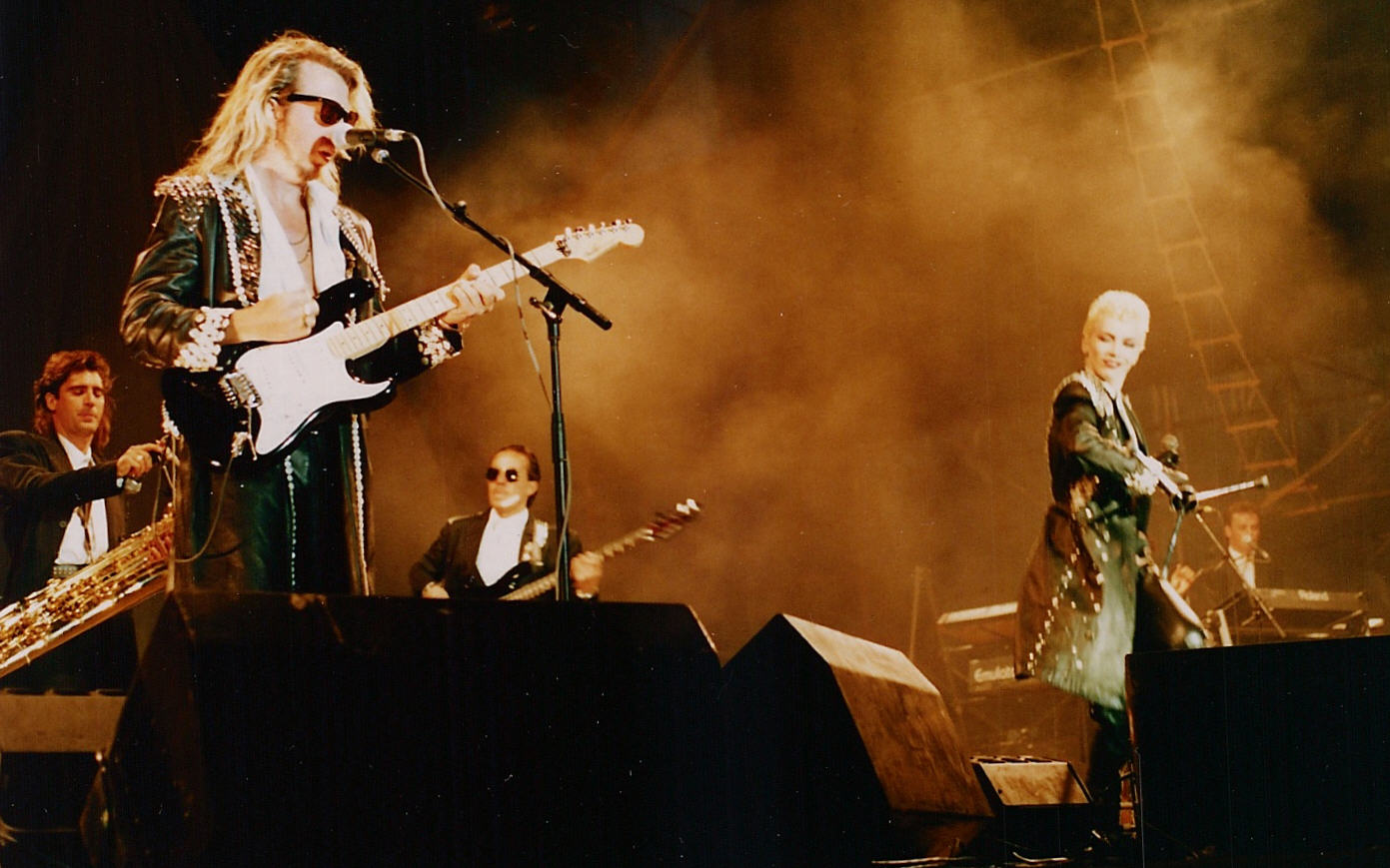
Eurythmics
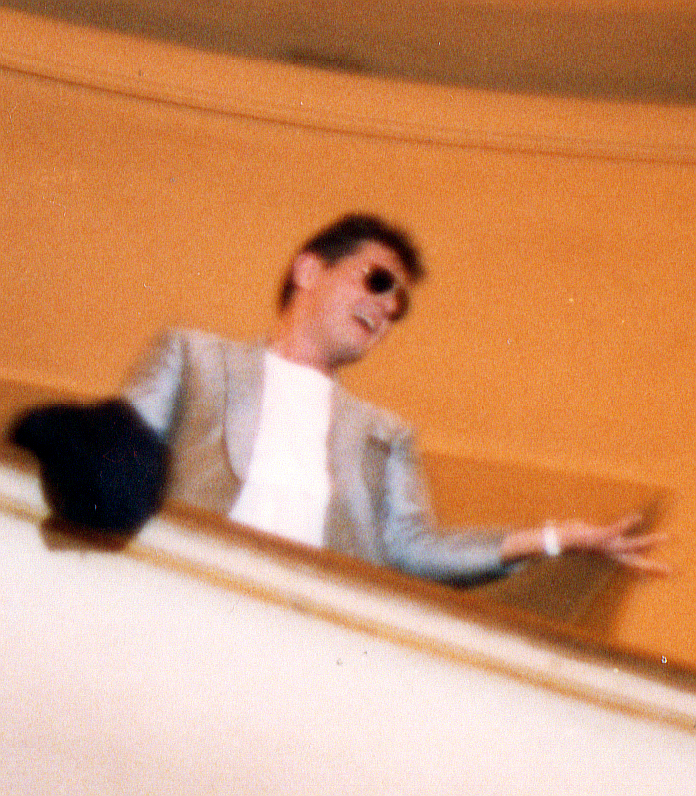
Falco
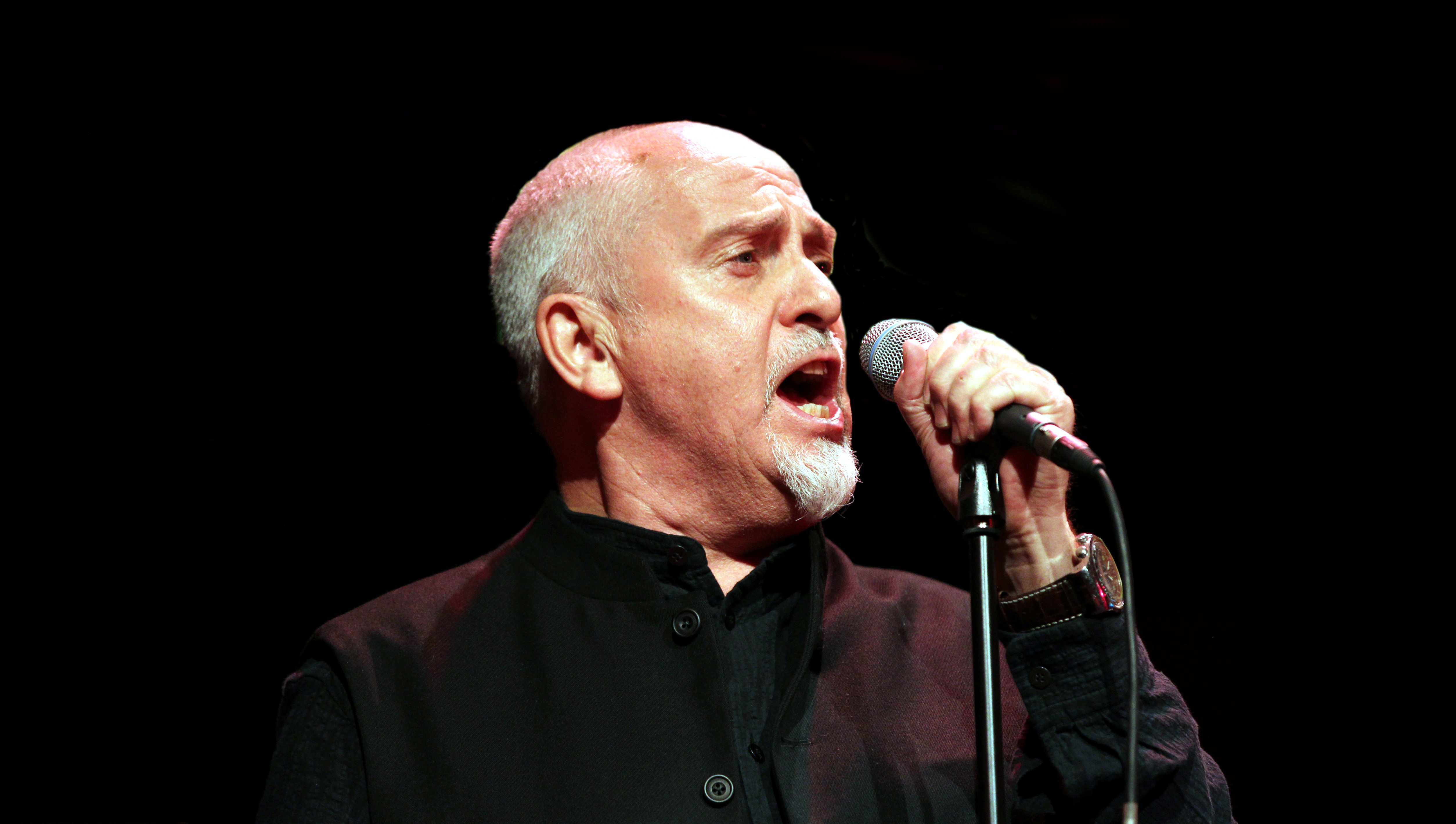
Peter Gabriel
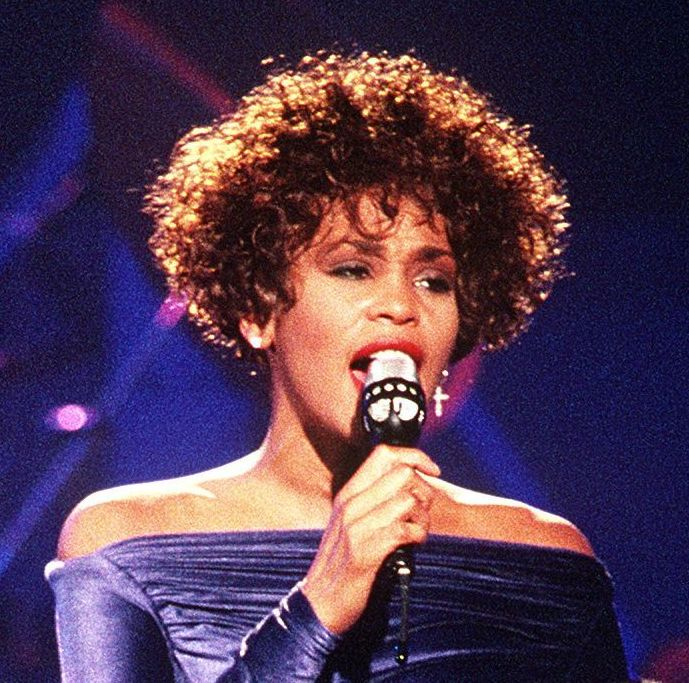
Whitney Houston
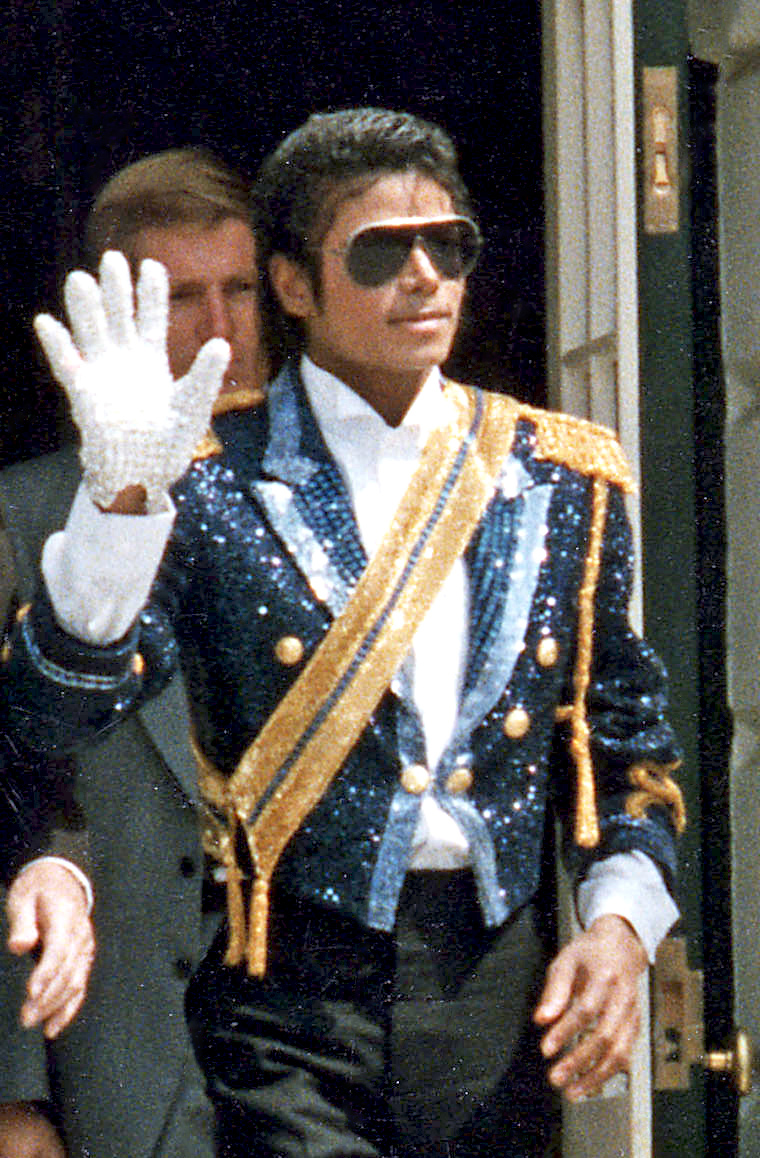
Michael Jackson
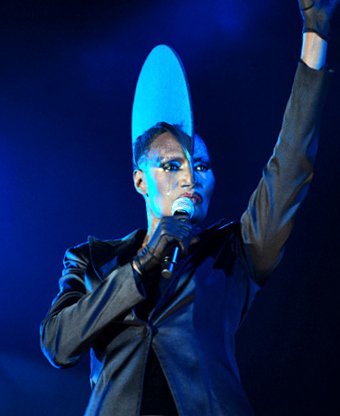
Grace Jones
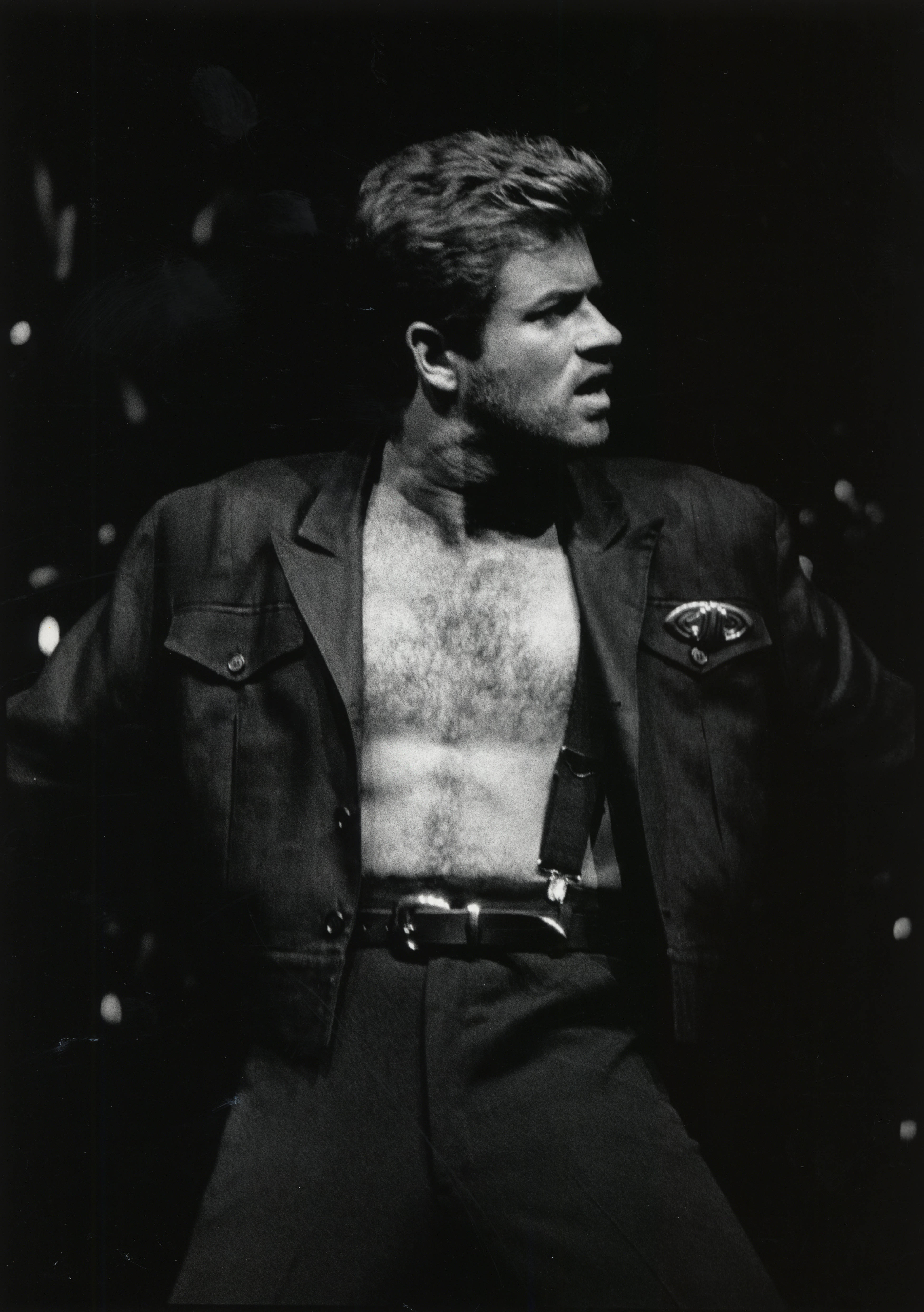
George Michael
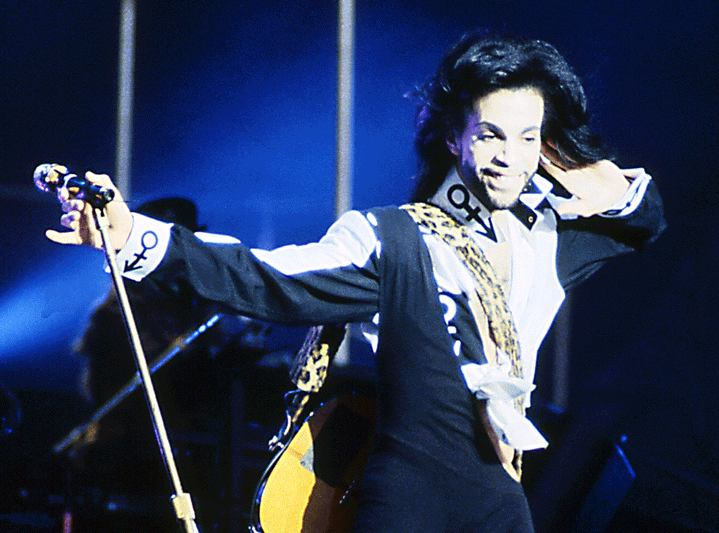
Prince
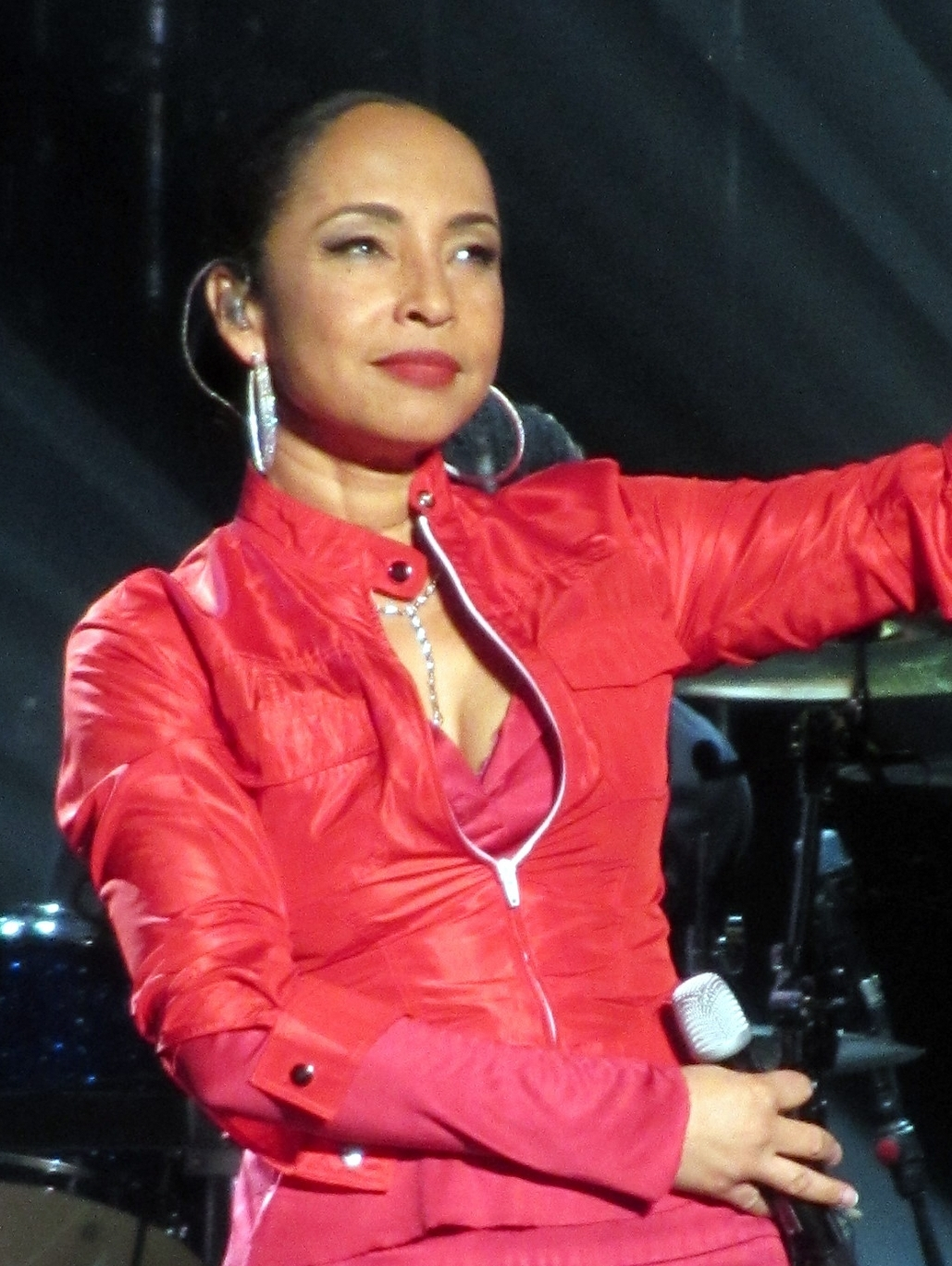
Sade
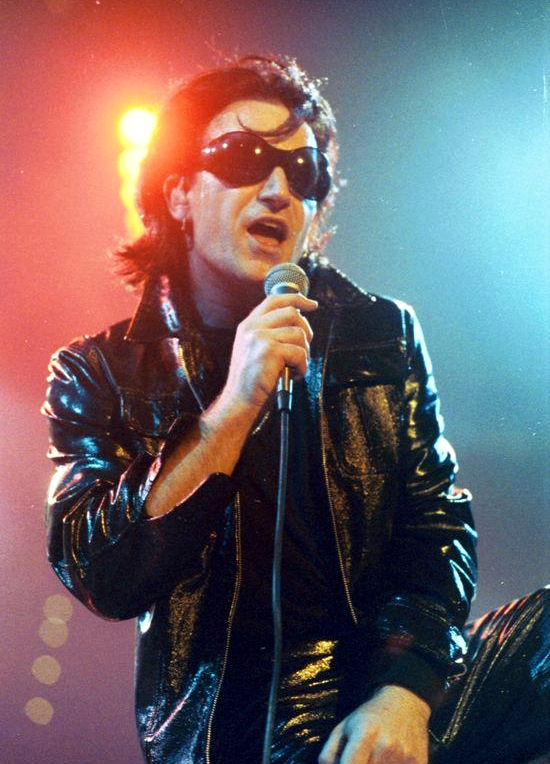
U2

#### Ereignisse
- Am 8. Dezember 1980 wurde John Lennon vor dem Eingang zum Dakota-Gebäude in New York erschossen.
- Am 11. Mai 1981 starb Bob Marley.
- Benefizprojekte für Afrika wie Band Aid, USA for Africa sowie die Live-Aid-Konzerte (1985) wurden angesichts der Hungersnot in Äthiopien ins Leben gerufen.
- Die British Phonographic Industry startete die Kampagne Home Taping Is Killing Music.

#### Entwicklungen
- Contemporary R&B wurde zur Sammelbezeichnung für afroamerikanische Mainstream-Musik. Luther Vandross, Prince und Michael Jackson galten als Vorreiter des neuen R&B. Jacksons Alben Thriller (1982, bisher meistverkauftes Album, Stand 2010) und Bad (1987) ließen ihn zum Star avancieren. Aber auch klassische Rhythm-and-Blues-Künstler wie Stevie Wonder oder Tina Turner waren erfolgreich.
- New Wave entwickelte sich von einem Begriff für die Punk-Bewegung zu einer eigenen Subkultur, die „punkähnliche“ Musik umfasste, etwa Talking Heads, The Cars oder The Cure (zu letzteren siehe auch Post-Punk, Dark Wave). Elektronische Popmusik prägte das Jahrzehnt, elektronische Tanzmusik entwickelte sich in verschiedenen Stilen zum kommerziellen Durchbruch. Vor allem Synthiepop, seit 1978 entstanden, bestimmte zu großen Teilen die Popmusik der 1980er und überschnitt sich teilweise mit der New-Wave-Bewegung. Bands wie Depeche Mode, Culture Club, Kajagoogoo, OMD, The Buggles, New Order, Eurythmics, Soft Cell, Ultravox, Visage und einige mehr bildeten die erste große Welle, später folgten beispielsweise Pet Shop Boys, Alphaville, Talk Talk oder Camouflage. Zu weiteren Spielarten elektronischer Musik siehe auch: Electropunk, EBM, Electro Wave, Minimal Electro.
- Die Neue Deutsche Welle – sich von New Wave ableitend –, deren erste Phase Ende der 1970er etwa mit Bands wie den Einstürzenden Neubauten oder DAF weniger kommerziell gewesen war, wurde Anfang der 1980er von der Musikindustrie aufgegriffen, Künstler wie Nena oder Trio wurden auch international bekannt. Etwa zeitgleich erlebte als Pendant der Austropop einen Boom.
- Italo Disco war eine hauptsächlich aus Italien stammende kommerzielle Tanzmusik der 1980er Jahre, die überwiegend von 1982 bis 1988 entstand, und deren Blütezeit von 1983 bis 1985 war. Sie war meist eher billig mit Synthesizer und Drumcomputer produziert und in gebrochenem Englisch gesungen. Stars waren u. a. Gazebo, Ryan Paris, My Mine und Savage.
- Euro Disco war eine aus dem Italo-Disco entstandene Tanzmusik-Gattung. Diesmal lag das Zentrum in England (Rick Astley, Mel & Kim, Kylie Minogue) und Deutschland (C. C. Catch, Modern Talking, Bad Boys Blue, Sandra). Blütezeit war von 1985 bis 1987.

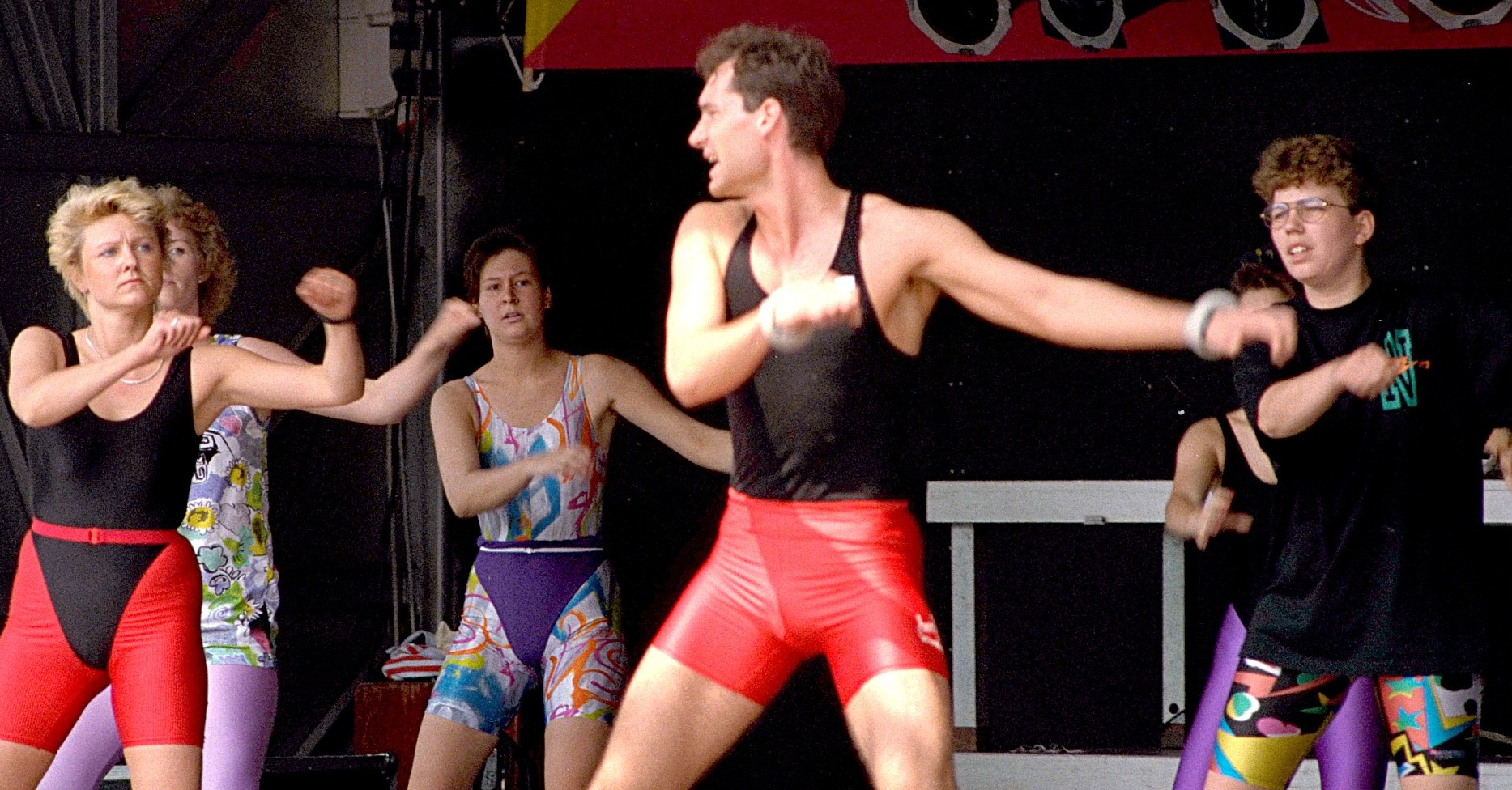
Öffentliche Aerobic-Vorführung

- Aerobic, eine Form von Fitnesstraining, bei der zu moderner Popmusik klassische Gymnastik mit Tanzelementen verbunden wurde, war um 1982 weltweit populär.
- Mit den Tanzschritten der Choreografin und späteren Interpretin von Up-Tempo-Musikstücken Paula Abdul für Musikstars wie Janet Jackson, George Michael und andere wurde ab 1986 in den USA ein Trend gesetzt, der Musikvideos und Bühnenshows bis heute beeinflusst.
- Hip-Hop verbreitete sich, nicht zuletzt durch Rapper’s Delight 1979, in den USA. In Europa machte Falco bei Der Kommissar 1981/1982 erstmals HipHop-Elemente in der Popkultur bekannt. Breakdance ist ein Medienbegriff für im Rahmen der Hip-Hop-Kultur in den 1980ern populär werdende Tanzstile mit teilweise akrobatischen Merkmalen.
- Metal, in den 1970ern mit Hard-Rock-Bands wie Black Sabbath entstanden, spaltete sich in verschiedene Substile. Die New Wave of British Heavy Metal mit Bands wie Iron Maiden entstand. Die „klassische“ Form der Musik, etwa Judas Priest, wird als Heavy Metal bezeichnet. Unter anderem Metallica galten als Vorreiter des Thrash Metal. Eine weitere Form war der Speed Metal, aus dem sich später der Power Metal entwickelte. Später in den 1980ern entstanden die verschiedenen Richtungen des Extreme Metal: Death Metal, Black Metal und als Ableger des Punk Grindcore. Wichtige regionale Szenen des Metal, die für dessen Weiterentwicklung sorgen, bilden sich neben Großbritannien und den USA auch in Deutschland, das insbesondere auf die Entwicklung des Power Metal mit Bands wie Blind Guardian, Gamma Ray und Helloween großen Einfluss hat, und in nordeuropäischen Ländern wie Schweden, Finnland und Norwegen. Die australische Band AC/DC macht Hard-Rock weltweit populär und massentauglich.
- Sogenannte Glam-Metal-Bands wie Mötley Crüe oder Poison prägten die Rockmusik, auch durch ihre schrillen Outfits. Auch weitere Hard-Rock-Bands, die in den 1980ern bekannt wurden, wie Bon Jovi oder Whitesnake, wiesen Tendenzen in diese Richtung auf. Ende der 1980er entstand als rauere Form der Sleaze Rock, dessen bekannteste Vertreter Guns N’ Roses waren.
- Hardcore Punk entstand ab 1979 als Weiterentwicklung des Punk-Rocks und verbreitete sich in den 1980ern. Die Straight-Edge-Bewegung entstand in den USA. Gegen Ende der 1980er begann eine Tendenz zum Crossover sowie zum Post-Hardcore.

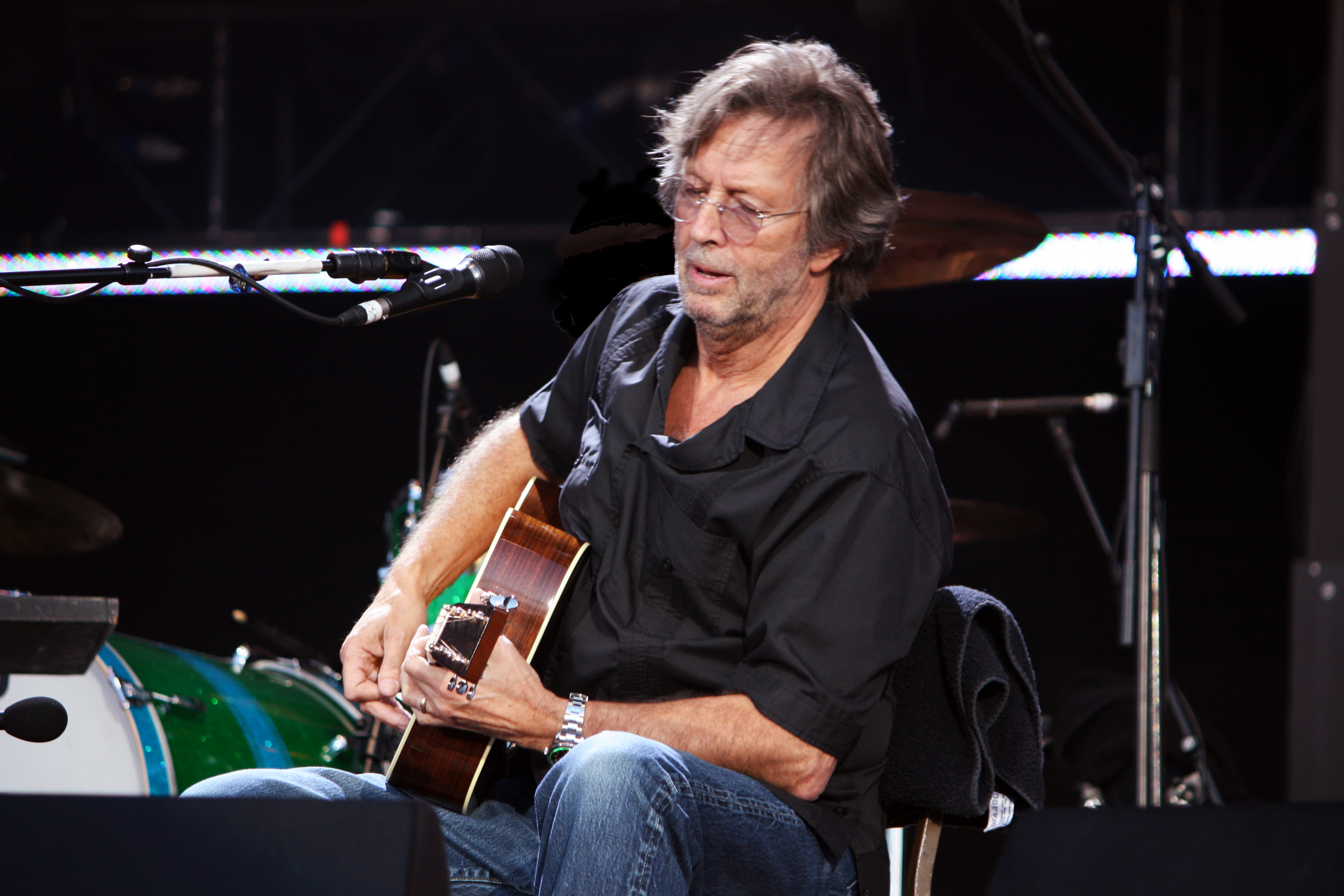
Eric Clapton, 2008

- Im Jahr 1982 veröffentlicht Eric Clapton seine Kompilation Timepieces: The Best of Eric Clapton. Das Album erhält in Japan Diamant-Status und in den USA 7-fach Platin, verkauft sich in kürzester Zeit mehr als 13 Millionen Mal und wird zu einem der erfolgreichsten Kompilationsalben der Musikgeschichte.
- House-Musik wurde populär, in den späteren 1980ern insbesondere Acid House. Der Smiley wurde zum Symbol dieser Bewegung.
- Im Post-Punk- und Dark-Wave-Umfeld entwickelte sich der Gothic Rock und mit diesem die Gothic-Kultur, deren Anhänger als Goths, in Deutschland auch als Gruftis bezeichnet werden.
- Das Monsters-of-Rock-Festival entstand und wurde zu einer Institution im Hard-Rock- und Metal-Bereich.

#### Einzelbeiträge
- ABBA
- a-ha
- Rick Astley
- Bryan Adams
- Alphaville
- The Alan Parsons Project
- The Art of Noise
- Aztec Camera
- Bananarama
- The Bangles
- Bauhaus
- Bronski Beat
- Laura Branigan
- Kate Bush
- Belinda Carlisle
- The Cars
- Culture Club
- The Cure
- Depeche Mode
- Dire Straits
- Duran Duran
- Eurythmics
- Falco
- The Fall
- Genesis
- The Housemartins
- Icehouse
- Billy Idol
- Iron Maiden
- Janet Jackson
- Michael Jackson
- Grace Jones
- Kaoma
- Nik Kershaw
- Huey Lewis & the News
- Level 42
- Madness
- Madonna
- Meat Loaf
- Men at Work
- Metallica
- George Michael
- Kylie Minogue
- Giorgio Moroder
- Mötley Crüe
- New Model Army
- New Order
- OMD
- Pet Shop Boys
- Prince
- Propaganda
- Queen
- Chris Rea
- Rockwell
- Roxette
- Sade
- Simple Minds
- The Sisters of Mercy
- The Smiths
- Sting
- Talk Talk
- Talking Heads
- Tears for Fears
- Bonnie Tyler
- U2
- UB40
- Ultravox
- Wham!
- Kim Wilde
- XTC
- Yazoo
- ZZ Top

Einzelbeiträge Deutschland und Österreich

Ärzte-Bandlogo

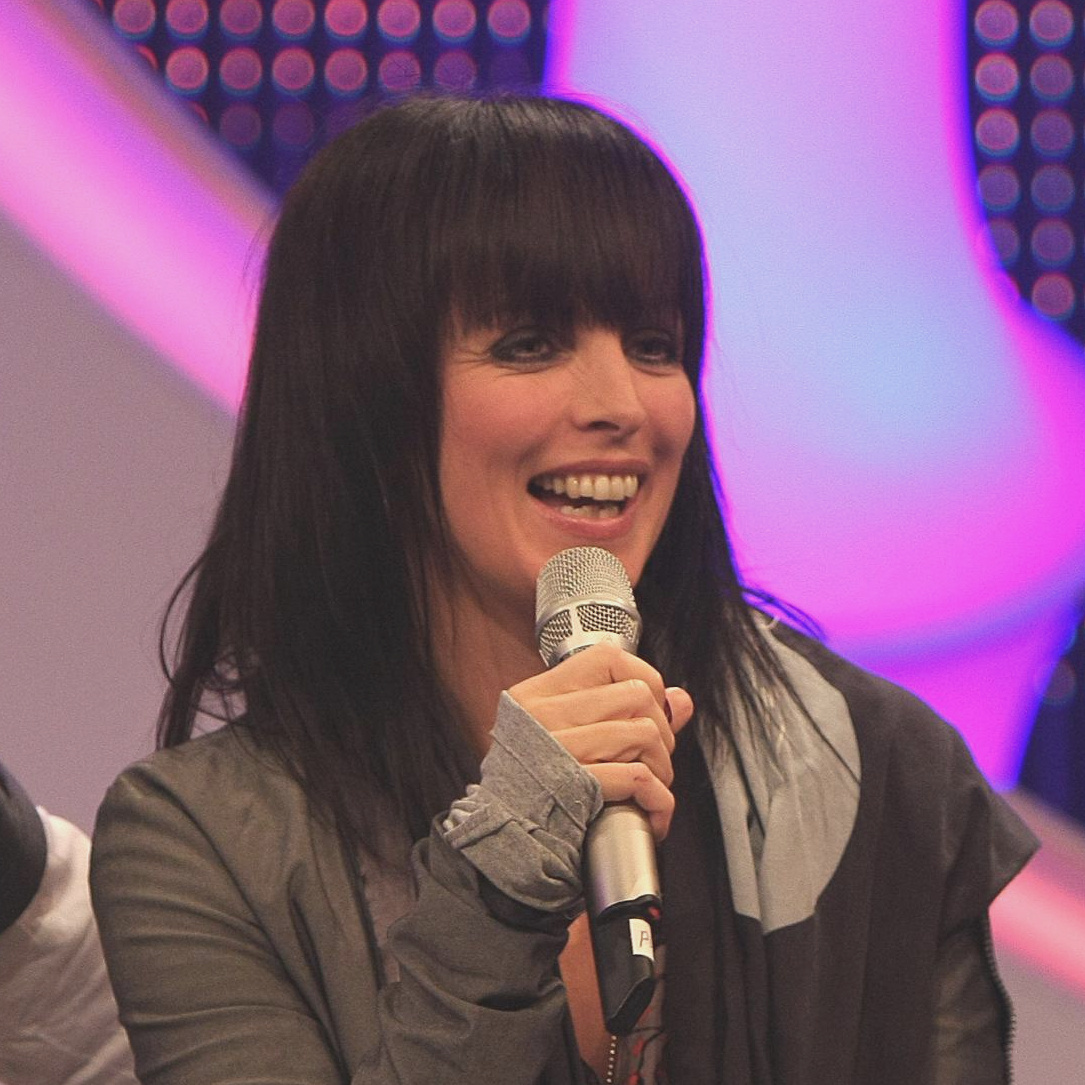
Nena, 2008

- Die Ärzte
- BAP
- Andy Borg
- DAF
- Einstürzende Neubauten
- Erste Allgemeine Verunsicherung
- Fehlfarben
- Rainhard Fendrich
- Die Flippers
- Humpe & Humpe
- Ideal
- Hubert Kah
- Karat
- Die Krupps
- Modern Talking
- Münchener Freiheit
- Nena
- Rio Reiser
- Peter Schilling
- Sandra
- Spider Murphy Gang
- Spliff
- Die Toten Hosen
- Trio
- UKW
- Joachim Witt

#### Einzelbeiträge Europa
- Anita Brookner; Hotel du Lac
- Ken Follett: Die Säulen der Erde
- Kingsley Amis: The Old Devils
- Peter Carey: Oscar und Lucinda
- Umberto Eco: Der Name der Rose

#### Einzelbeiträge außerhalb Europas
- Alice Walker: Die Farbe Lila
- Gabriel García Márquez: Die Liebe in den Zeiten der Cholera
- Noah Gordon: Der Medicus
- Paulo Coelho: Der Alchemist
- Stephen King: Langoliers und Friedhof der Kuscheltiere
- Tom Wolfe: Fegefeuer der Eitelkeiten

#### Kinder- und Jugendliteratur
- Astrid Lindgren: Ronja Räubertochter
- Christine Nöstlinger: Geschichten vom Franz
- Heike und Wolfgang Hohlbein: Märchenmond
- Lloyd Alexander: Westmark
- Morton Rhue: Die Welle

### Kunst
- 1981: Neue Wilde
- 1982: Documenta 7, Zeitgeist
- 1984: Von hier aus – Zwei Monate neue deutsche Kunst in Düsseldorf
- 1987: Documenta 8
- 1988: Freeze

### Design
Die Farbe Silber für Gehäuse- oder Designelemente weicht in vielen Bereichen matten Braun- oder Schwarztönen. Der an Autos der 70er Jahre noch häufig anzutreffende Chromzierrat wird durch mattschwarze Elemente, teils aus Kunststoff, ersetzt. In Privathaushalten der Bundesrepublik wird das Aspen-Glasgeschirr beliebt.

### Sport
Veranstaltungen
- XIII. Olympische Winterspiele in Lake Placid 1980; 13. Februar 1980 bis 24. Februar 1980
- XXII. Olympische Sommerspiele in Moskau 1980; 19. Juli 1980 bis 3. August 1980. Die Spiele wurden von den USA und 64 anderen Staaten, auch der Bundesrepublik Deutschland, aufgrund des Einmarsches sowjetischer Truppen in Afghanistan boykottiert.
- 12. Fußball-Weltmeisterschaft in Spanien 1982; 13. Juni 1982 bis 11. Juli 1982
- XIV. Olympische Winterspiele in Sarajevo 1984; 8. Februar 1984 bis 19. Februar 1984
- XXIII. Olympische Sommerspiele in Los Angeles 1984; 28. Juli 1984 bis 12. August 1984. Die Spiele wurden von allen Ostblockstaaten (außer Rumänien) boykottiert.
- 13. Fußball-Weltmeisterschaft in Mexico 1986; 31. Mai 1986 bis 29. Juni 1986
- XV. Olympische Winterspiele in Calgary 1988; 13. Februar 1988 bis 28. Februar 1988
- XXIV. Olympische Sommerspiele in Seoul 1988; 17. September 1988 bis 2. Oktober 1988

Ereignisse
- Ben Johnson stellt in Seoul einen Weltrekord auf und läuft die 100 Meter als erster in unter 9,8 Sekunden. Später wird der Rekord wegen Doping aberkannt; nur zwei der acht Finalisten werden nicht positiv getestet. Florence Griffith-Joyner läuft im selben Jahr Weltrekorde über 100 und 200 Meter, beide Zeiten sind bis heute unübertroffen.
- Die Schwedinnen werden die ersten Fußball-Europameisterinnen.
- Katharina Witt gewinnt zweimal die Olympischen Spiele und wird vierfache Weltmeisterin.
- Mike Tyson bezwingt Tyrell Biggs und wird mit 20,5 Jahren zum jüngsten Schwergewichtschampion der Geschichte. Knapp ein Jahr später holt er die Titel aller drei großen Verbände.
- Bernard Hinault gewinnt die Tour de France zum fünften Mal und ist damit neben  Anquetil, Merckx und Indurain Rekordgewinner.
- Bis 1989 gibt es auch eine Tour für Frauen, Jeannie Longo und Maria Canins belegen fünf Jahre in Folge die ersten beiden Plätze.
- Toni Schumacher erregt mit seinem Buch „Anpfiff“ großes Aufsehen und wird aus der Nationalmannschaft geworfen.
- Die Sowjetunion gewinnt viermal die Weltmeisterschaft im Gerätturnen.
- Bei den Männern wird das Tennis von den Schweden und den Vereinigten Staaten Amerikas beherrscht, bei den Damen holen Graf, Navrátilová und Evert den Golden Slam.

### Mode
- Ballonhosen
- Ballonröcke

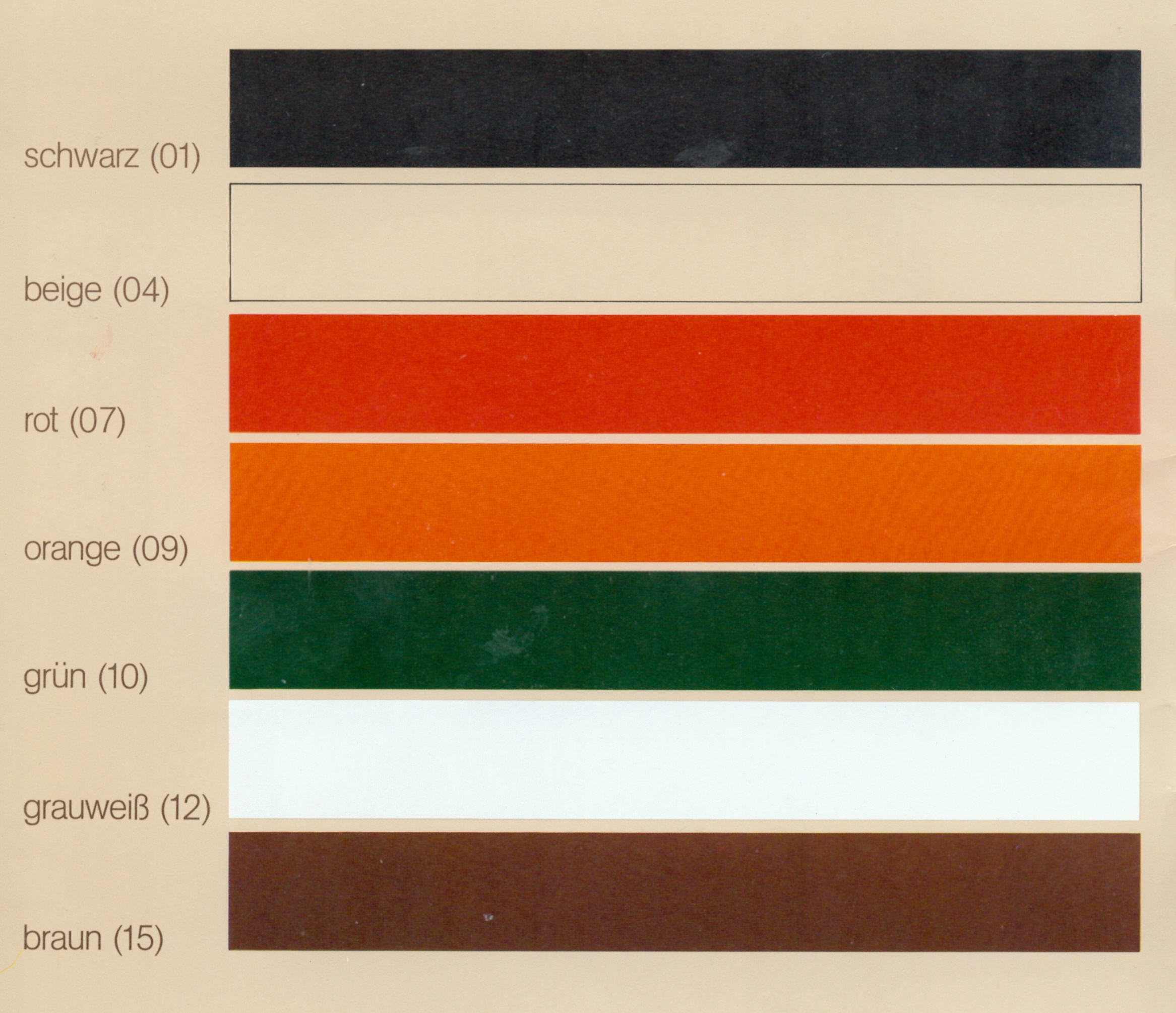
Vollständige Farbpalette aus einem deutschen Bürozubehör-Katalog von 1984

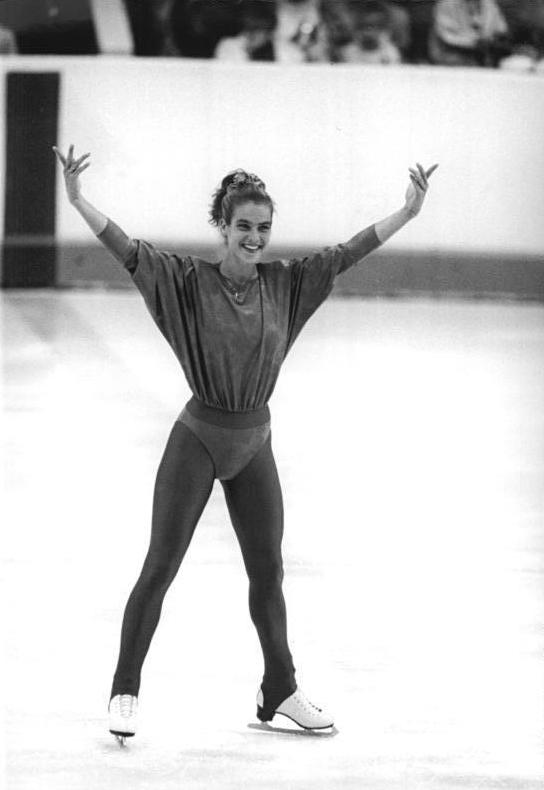
Katarina Witt in einer Leggings mit Steg unter einem Leotard mit Fledermausärmeln

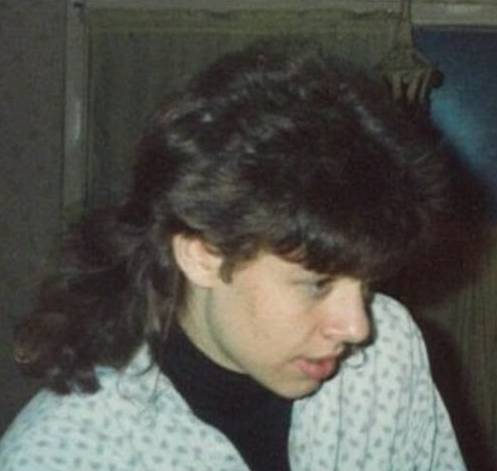
Vokuhila-Frisur

- Dauerwelle, Vokuhila, Fönfrisur und Haargel
- Fledermausärmel und Puffärmel
- John-Wayne-Hemden
- Sweatshirts
- Steghosen
- Karottenhosen
- Schmale Lederkrawatten
- Jeanshemden
- Stehkragen- und Satinblusen
- Leggings, Stulpen
- Neonfarben
- Schulterpolster (Kleidungsbestandteil)
- Sneaker (Verbreitung als Jungenbekleidung)
- Stirnbänder
- Swatch
- Rolex
- Bundfaltenhosen
- Weiße Tennissocken (Verbreitung als Jungenbekleidung)
- 50er-Jahre-Revival
- Karierte Sakkos
- Turnschuhe mit Klettverschluss
- Auffälliger Modeschmuck (besonders Broschen und extrem lange Halsketten zu mehreren gleichzeitig getragen)
- Cowboystiefel
- Overknee-Stiefel

### Sonstiges

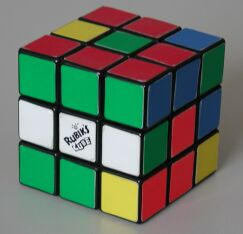
Rubiks Zauberwürfel

- Pen-&-Paper-Rollenspiele verbreiteten sich auch in Europa. In den USA bereits seit den 1970ern populär, erschien Dungeons & Dragons 1983 in deutscher Übersetzung. In Deutschland war zuvor 1981 Midgard entstanden. 1984 kam Das Schwarze Auge auf den Markt.
- BMX-Fahrräder waren bei Jugendlichen Anfang der 1980er in Mode und lösten das Bonanzarad ab. Ebenso waren Rollschuhe beliebt, besonders durch die Discokultur seit Ende 1970er Jahre, die auch nach Europa überschwappte.
- Zu Beginn der 1980er waren Sponti-Sprüche häufig zu hören und zu lesen.
- In der Jugendsprache kamen im Laufe der 1980er Begriffe wie geil und cool auf, die zunächst als verpönt galten und erst langsam, vor allem im Laufe der 1990er, salonfähig wurden. Der Song Geil von Bruce & Bongo griff diese Entwicklung auf – er erreichte 1986 Platz 1 der deutschen Single-Charts.
- Zeitweise gab es ein Hula-Hoop-Reifen-Revival.
- Das Jo-Jo fand Anfang des Jahrzehnts große Anhängerschaften.
- Fast-Food-Restaurants wie McDonald’s und Burger King erfuhren eine stark zunehmende Verbreitung in Westdeutschland.
- Rubiks Cube, der sogenannte Zauberwürfel, war im Rahmen einer Modewelle ein beliebtes Spielzeug.
- Yps war ein Jugendmagazin, das sich seit den 1970ern, aber auch in den frühen 1980ern mit seinen sogenannten Gimmicks einiger Beliebtheit erfreute.
- Setzkästen fanden Verbreitung in vielen Jugend- und Wohnzimmern.
- Glücksflöhe, als Figur bemalte Anhänger, die aussehen, als würden sie aus einer großen und einer kleineren Kugel bestehen.
- Tricotronics, handliche LCD-Spiele

## Persönlichkeiten (Auswahl)
- Thomas Anders
- Joan Baez
- Uwe Barschel
- Gert Bastian
- Warren Beatty
- Boris Becker
- Harry Belafonte
- Dieter Bohlen
- David Bowie
- James Brown
- Josip Broz Tito
- Stephen J. Cannell
- Irene Cara
- Belinda Carlisle
- Kim Carnes
- Fidel Castro
- Peter Cetera
- Prinz Charles
- Ray Charles
- Cher
- Kurt Cobain
- Phil Collins
- Bette Davis
- Chris de Burgh
- Prinzessin Diana
- Jason Donovan
- Bob Dylan
- Frank Elstner
- Gloria Estefan
- Falco
- Kurt & Paola Felix
- Bryan Ferry
- Aretha Franklin
- Peter Gabriel
- Dave Gahan
- Indira Gandhi
- Hans-Dietrich Genscher
- Felipe González
- Michail Sergejewitsch Gorbatschow
- Thomas Gottschalk
- Steffi Graf
- Herbert Grönemeyer
- Steve Harris
- David Hasselhoff
- George Harrison
- Erich Honecker
- Bob Hope
- Whitney Houston
- Billy Idol
- Peter Illmann
- Janet Jackson
- Michael Jackson
- Mick Jagger
- Rick James
- Billy Joel
- Johannes Paul II.
- Elton John
- Don Johnson
- Howard Jones
- Petra Kelly
- Nik Kershaw
- Lemmy Kilmister
- B. B. King
- Martin Kippenberger
- Helmut Kohl
- Bruno Kreisky
- Konrad Kujau
- Patti LaBelle
- Cyndi Lauper
- John Lennon
- György Ligeti
- Kenny Loggins
- Ingolf Lück
- Madonna
- Diego Maradona
- Sophie Marceau
- Bob Marley
- Lothar Matthäus
- Brian May
- Freddie Mercury
- John Deacon
- Roger Taylor
- George Michael
- Kylie Minogue
- François Mitterrand
- Alison Moyet
- Nena
- Edward James Olmos
- Yoko Ono
- Ozzy Osbourne
- Vanessa Paradis
- Tom Petty
- Gerhard Polt
- Fürst Rainier
- Ronald Reagan
- Stephan Remmler
- Randy Rhoads
- Cliff Richard
- Keith Richards
- Lionel Richie
- Diana Ross
- Karl-Heinz Rummenigge
- Mathias Rust
- Sandra
- Carlos Santana
- Helmut Schmidt
- Romy Schneider
- Toni Schumacher
- Arnold Schwarzenegger
- Bon Scott
- Tom Selleck
- Mobutu Sese Seko
- Paul Simon (Musiker)
- Paul M. Simon
- Frank Sinatra
- Robert Smith (The Cure)
- Bruce Springsteen
- Sylvester Stallone
- Patrick Stewart
- Rod Stewart
- Sting
- Rita Süssmuth
- Margaret Thatcher
- Wim Thoelke
- Philip Michael Thomas
- Peter Tosh
- John Travolta
- Tina Turner
- Beatrix von Oranien-Nassau
- Juliana von Oranien-Nassau
- Gloria von Thurn und Taxis
- Richard von Weizsäcker
- Franz Vranitzky
- Lech Wałęsa
- Dionne Warwick
- Wim Wenders
- Stevie Wonder
- Ron Wood
- Deng Xiaoping
- Neil Young